# Histoire des mines de fer
Les mines de fer ont joué un rôle important dans la révolution industrielle, les gisements de fer contenus dans les roches, généralement sous la forme d'oxydes, comme l'hématite, conditionnant le coût de production de la sidérurgie en fonction de la distance entre les mines et les aciéries et hauts fourneaux, ainsi que la richesse en fer de ces différents gisements de minerais de fer, teneur variable selon le minéral ferrifère. Cet article présente leur histoire.

## L'Antiquité
En France, le fer est exploité très artisanalement depuis la Préhistoire. L'exploitation se poursuit aux époques gallo-romaine et médiévales. Dans l'Antiquité, les mines de fer ont été la cause de la destruction de vastes massifs forestiers, afin d'obtenir de bois d'étayage des galeries mais surtout du bois de feu pour la mine, via l'ouverture par le feu pratiquée dans nombre d'entre elles, ou pour les fonderies et forges, comme l'indiquent les tas de scories utilisés par les archéologues pour évaluer l'importance du gisement.
Les charbons de bois résiduels apportent aussi des informations sur les milieux forestiers de l'Antiquité ou sur les relations entre les mineurs et la forêt. Dans les années 1990, des expérimentations in situ ont apporté des données quantitatives complémentaires utiles aux archéologues qui travaillent sur ces questions.
Les Chalybes et les Hittites, dans la région du Sud du Caucase, découvrirent les premiers procédés de réduction du fer, grâce à un minerai extrait dans des filons à fleur de terre puis réduit par du charbon de bois mis en combustion dans un simple trou conique creusé dans le sol. Partie du Caucase, l'industrie du fer va se déplacer vers l'Égypte (1000 avant J.C.) et l'Inde, puis vers la Grèce (par la Méditerranée), l'Autriche (par le Danube), l'Italie, l'Espagne, la France, la Suisse (500 avant J.C.) et l'Angleterre (300 avant J.C.).
À l'époque gallo-romaine, le peuple gaulois des Biturges utilisait déjà le bois de la forêt domaniale de Vierzon en quantité, pour la métallurgie du fer, comme en témoignent des restes de minerai (« laitiers ») encore visibles. Ces restes encore riches en fer ont été plus récemment envoyés par trains entiers dans les Hauts fourneaux de Lorraine pour les fondre et y récupérer le fer y restant.

## Le Moyen Âge

### Afrique
Une intense activité métallurgique africaine, dont des traces remontant à 1 500 avant J.-C. a été retrouvée dans plusieurs régions d'Afrique : les Grands Lacs, l'Afrique de l'Est (Soudan, Éthiopie) et toute la zone subsaharienne d'Afrique de l'Ouest. Après avoir longtemps supposé que les forgerons africains avaient emprunté leur savoir-faire au Proche-Orient, via l'Afrique du Nord et la vallée du Nil, de nombreux spécialistes estiment aujourd'hui que les Africains ont inventé eux-mêmes leurs propres techniques sidérurgiques,. En 2011, les données restent toutefois trop peu nombreuses pour conclure sur l'origine de la métallurgie africaine. 
Le fer n'est pas exploité uniformément dans toute l'Afrique : à l'extrémité sud, il n'apparaît que quelques siècles après le début de l'ère commune. À partir du début du XIe siècle, la production s'intensifie et se tourne vers l'exportation dans certaines zones où se structurent des royaumes et des empires. Cette production endémique persiste jusqu'à l'arrivée du fer européen en 1914.

#### Les forgerons du Pays Dogon, à partir duXIIesiècle
Une partie de l'activité métallurgique intense du continent est attribuée aux Dogons un peuple du Mali, en Afrique de l'Ouest, arrivé au XIVe siècle dans la région nommée Pays Dogon, qui s'étend de la falaise de Bandiagara jusqu'au sud-ouest de la boucle du Niger. Une étude scientifique a mis en évidence la production de fer et d'outils en fer forgé du temps des Tellems au VIe siècle, production devenue quasi industrielle du XIVe au XIXe siècle à l'époque Dogon. Il apparaît que diverses techniques de récupération du fer, à partir du minerai trouvé en divers endroits de la falaise de Bandiagara, ont été mises au point dans différents villages parfois séparés de quelques dizaines de kilomètres. Les recherches ont mis en évidence une cinquantaine de sites de production, dont certains très importants. À proximité des villages de Fiko, Kobo et Enndé, les archéo-métallurgistes ont ainsi relevé l'existence de plusieurs collines de scories d'une activité sidérurgique, hautes de plus de dix mètres et longues de cent mètres, totalisant environ 200 000 tonnes. Cette étude permet de mieux comprendre le statut particulier des forgerons dans la société dogon, ainsi que les échanges commerciaux que pratiquaient les Dogons.

#### Des influences indonésiennes à Madagascar?
Des traces d'activité metallurgique ont été observées à Madagascar, où les techniques de production et de travail du fer se sont implantées lors de la première phase de peuplement de l'île. Le système de soufflerie, qui utilise deux pistons en bois, ressemble fortement au dispositif traditionnel indonésien déjà représenté à Candi Sukuh au XVe siècle. Cet ressemblance, couplée à des indices linguistiques, pourrait indiquer une introduction de la sidérurgie par les navigateurs austronésiens. 
En 2011, les informations sur l'histoire de la sidérurgie malgache restent cependant peu nombreuses.

### Europe occidentale
La production de fer dans l'Occident médiéval se caractérise par trois grandes étapes : une chute de la production associée à la disparition de l'Empire romain au Ve siècle, lentement reprise à partir du Xe siècle ; un développement intensif et fortement concurrentiel de la production aux XIIe et XIIIe siècles, principalement porté par la paysannerie et les petits seigneurs locaux, ; et l'établissement aux XIVe et XVe siècles de grands districts sous la tutelle des princes et des marchands dans un marché européen unifié où se diffusent des innovations techniques comme l'utilisation de la force hydraulique ou le procédé de réduction indirecte,.
À l'origine fours semi-enterrés, les foyers grandissent et se perfectionnent, la combustion est activée par l'emploi de soufflets d'abord manuels, puis hydrauliques. Au XIVe siècle, la hauteur des fourneaux est encore augmentée tandis que les conditions de soufflage sont améliorées, entraînant une élévation de la température.

#### Déclin et reprise de l'exploitation du fer (Ve–XIesiècles)
La chute de l'Empire romain, au Ve siècle, entraine l'abandon de la plupart des forges. Si quelques forges se maintiennent dans les montagnes de Lombardie, des localités comme l'île d'Elbe, au large de la Toscane, ou Noreia, dans les Alpes orientales, connaissent une interruption de plusieurs siècles de leur production. Il est possible qu'un tel abandon des forges dans le Warwickshire anglais ait inspiré la légende du « castrum Alvacestre », relaté dans une Vita rédigée vers l'an 900 : le castrum, autrefois un haut lieu de production du fer, aurait été détruit par une punition divine puis reconstruit, sans que la production du fer n'y ait été reprise.
La production reprend progressivement dans l'Occident médiéval à partir de l'époque carolingienne, pendant laquelle la demande reste limitée. Les sites de production se bornent alors soit à des seigneuries ecclésiastiques, où elle n'est qu'une activité parmi d'autres et est faiblement taxée (en nature ou en rente), soit à quelques domaines royaux des Alpes, eux complètement orientés vers la production du fer. Quelques signes de reprise apparaissent dès 931 dans les Alpes orientales, puis sur l'île d'Elbe après sa reconquête par Pise au début du XIe siècle. En Angleterre, la production triple en vingt ans entre 1066 et 1086 à la suite de la conquête normande. Quelques documents attestent également de productions à Val di Scalve (Lombardie) en 1047 ou dans le Cotentin normand entre 1070 et 1084, mais restent globalement isolés.
Les monastères cisterciens deviennent un des principaux acteurs de cette reprise à partir du XIe siècle. Les moines installés dans des forêts encore peu exploitées y découvrent les gisements de minerai et obtiennent des seigneurs locaux les droits sur celui-ci. Du point de vue juridique, on assiste ainsi à une séparation des droits d'exploitation du minerai des droits d'exploitation de la forêt elle-même (chasse, coupe de bois), ces derniers restant entre les mains des seigneurs propriétaires. Le minerai est exploité directement par les cisterciens dont les statuts imposent une forge dans chaque monastère, réservée à la communauté pour ne pas dépendre du monde extérieur. Vite détournées de leur but initial, ces forges seront principalement exploitées à des fins commerciales et les monastères se constitueront par la suite un « véritable empire sidérurgique [...] de l'Italie à l'Angleterre, en passant évidemment par la Champagne et la Bourgogne ». 

#### Forte augmentation de la demande et de la production (XIIe–XIIIesiècles)
Le développement des armures complètes entraîne une forte augmentation de la demande en fer à partir des XIIe et XIIIe siècles qui entraîne une recherche intensive de son minerai. L'exploitation minière fait ainsi ses débuts dans le Bergslagen suédois au XIIe siècle. De nombreuses forges sont également attestées à la fin du XIIIe siècle,. On dénombre 74 ateliers légaux (et au moins une soixantaine d'ateliers illégaux) dans la forêt de Dean du royaume d'Angleterre en 1281 ; le pays d'Ouche, en Normandie, compte plus de 250 forges. Autour de l'Erzberg, en Styrie, se trouvent un « nombre considérable » de forges. La recherche du minerai de fer fut si intense qu'en 1246, la ville de Brescia interdit la prospection du minerai sur la colline où se dresse son château, cette prospection menaçant les défenses de la ville. L'intérêt partagé entre la paysannerie et les monastères pour l'exploitation du minerai entraîne un certain nombre de troubles, comme en 1294 dans la région d'Alatri, au sud de Rome, ou en 1316 à Venisy, dans la forêt d'Othe en pays normand.
Si la production reste majoritairement paysanne, les structures seigneuriales jouent un rôle central dans son développement. Les forges se regroupent au sein de bourgs seigneuriaux où se trouvent la plupart des moulins à tan ou à foulon et l'essentiel des installations nécessaires à la production. Les chevaliers Français et Anglais encouragent la production sur leurs terres afin de s'assurer l'accès au fer dans un contexte de forte demande, mais également améliorer leurs revenus, : ils collectent ainsi de faibles taxes directement sur les mines, mais surtout la dîme sur les ventes de fer lors des foires et marchés. La forte consommation en bois de l'activité sidérurgique incite cependant les seigneurs à également essayer de contrôler son développement. Au XIIe siècle, Henri II Plantagenet interdit ainsi aux moines de couper plus de deux chênes par semaine pour alimenter chaque bas fourneau.
Avec l'augmentation de la production, le commerce du fer reprend à la fin du XIIe siècle. À partir des dernières décennies du XIIIe siècle, le marché européen s'uniformise progressivement, tant au niveau des produits que des techniques employées, avec en particulier la diffusion du procédé de réduction indirecte. La production s'oriente vers l'exportation : à Pietrasanta, en Toscane, le minerai de fer de l'île d'Elbe sert principalement à réaliser des pièces d'outils agricoles à destination de Palerme, en Sicile, à plusieurs centaines de kilomètres. Le commerce s'organise autour de certaines communes, comme Amberg, en Bavière, pour le minerai, et Leoben, en Styrie, pour le fer fondu.

#### Progrès technologiques, grands regroupements et influence de l'État (XIVe–XVesiècles)
La mise en place du marché européen du fer entraîne un accroissement de l'influence des grands seigneurs à partir du XIVe siècle,. Certains de leurs territoires regroupent alors un grand nombre de forges ; parmi quelques exemples, le comté de Barcelone, la forêt fiscale de Narbonne (13 forges en 1313) ou le duché de Bavière (31 forges en 1326). À l'instar de l'archevêque de Salzbourg, ils monopolisent les droits d'exploitation au nom de leur souveraineté, par exemple en Biscaye et dans le Dauphiné face aux petits seigneurs. Ils mettent en place des tribunaux spécialisés dans les litiges impliquant la production du fer. Les Habsbourg sont un exemple typique de ce contrôle de la production par les princes. La « grande union » de 1494 des forges de Laufenbourg, en Allemagne, ne peut se faire qu'avec leur accord, et ils régulent dans certaines régions l'utilisation du bois, essentiel aux fourneaux. En Autriche centrale, c'est la production de fer elle-même qui est réglementée, des interférences similaires se produisant ailleurs en Allemagne comme au Siegerland et à Meissen, en Saxe. Certaines exportations sont même parfois interdites, comme le minerai dans le nord-ouest de l'Espagne ou le bois dans le nord de l'Italie.
La diffusion des innovations technologiques améliore la production là où elles se mettent en place. Les principales innovations sont l'utilisation de la force hydraulique, pour le martelage (application apparue dans les abbayes cisterciennes vers 1250) et pour la soufflerie, (dans les ateliers en Lombardie, à la même époque) ou encore le procédé indirect qui permet l'apparition des premiers hauts-fourneaux dans la région de Liège,.  Le gain de productivité qui en découle entraîne l'apparition de grands éléments en fer dans l'architecture gothique à partir de la seconde moitié du XIIIe siècle.
Ces progrès de la sidérurgie au bas Moyen Âge entraînent sa réorganisation complète. Les consommateurs recherchant un fer de meilleure qualité, certaines mines ferment faute de minerai assez pur, comme celles des évêques de Bayeux au XIVe siècle. Les coûts associés à l'outillage, à l'utilisation de la force hydraulique et à la forte demande en bois du procédé indirect participent à l'émergence de grands districts régionaux, unifiés et financés par les princes ou des groupes marchands. La forte concurrence locale observée aux XIIe et XIIIe siècles disparaît, au profit d'une poignée de producteurs comme la Navarre, qui exporte son « fer d'Espagne », mais également la Lombardie, la Styrie et la Carinthie, ou encore la Rhénanie.
Insérées dans les réseaux commerciaux, les forges deviennent exposées à leur perturbation. On observe ainsi des interruptions de la production dans le pays d'Ouche en 1365, en 1440 et en 1484, et dans la région de Pampelune, en Espagne en 1347-1348 et en 1429, qui connaît à ces périodes la peste, la famine ou encore la guerre. La demande en combustible, partagée avec les particuliers pour le bois de chauffage, dépasse parfois la capacité des forêts environnantes et crée une concurrence qui fait monter le prix du bois. Les forges ferment donc aux abords des villes, tandis que des restrictions sur l'utilisation du bois sont mises en place ailleurs pour les protéger.
La sidérurgie du bas Moyen Âge est donc marquée par la diffusion du procédé indirect dans un marché européen en cours d'unification. Elle se caractérise par une croissance très importante de la production, son passage sous contrôle seigneurial et étatique, la mise en réseau des districts de production,, même si les systèmes d'organisation et les représentants sociaux restent en principe les mêmes. Elle se distingue ainsi de la sidérurgie des XIIe et XIIIe siècles, plus marquée par la concurrence sur une petite région et un contrôle étatique moindre.

#### Implantation des ateliers par rapport aux forêts et aux gisements
Jusqu'à la fin du Moyen Âge, la fabrication du fer en Berry avait lieu exclusivement autour d'Allogny, où la métallurgie du fer avait connu déjà un essor considérable dans les régions boisées à la fin de l'époque gallo-romaine. La réduction du minerai de fer nécessitant une grande quantité de charbon de bois, les ateliers métallurgiques se sont implantés de préférence dans, ou à proximité immédiate de ces espaces boisés, délaissant quelquefois le voisinage du minerai de fer qui était alors acheminé sur une distance pouvant atteindre plusieurs dizaines de kilomètres. Au XVIe siècle, la région vit l'essor de la réduction "indirecte", ce qui fait que la géographie des ateliers métallurgiques se transforme, à la recherche de la force motrice de l'eau pour animer les soufflets des hauts fourneaux.

#### La Suède et le minerai du Berslag
En Suède, l'exploitation minière du Bergslag débuta dès le XIIe siècle dans les districts miniers de la Suède centrale (Bergslagen). Le terme de Bergslag désignait au Moyen Âge un groupement minier, avec ses forêts, ses villages, ses forges, auquel étaient accordés des privilèges spéciaux, puis il s'est appliquée à la région minière la plus riche de Suède, forte d'une main-d'œuvre assez abondante et qualifiée, d'un réseau fourni de voies ferrées et de voies de navigation le long du littoral du Gästrikland.
Les mines, exploitées dès le Moyen Âge, étaient réputées dans le commerce international du fer, ainsi que l'acier suédois de qualité, travaillé au charbon de bois des grandes forêts. Les districts miniers de la Suède centrale assurent les approvisionnements en minerai de fer et en quelques métaux d'alliage tels que le manganèse, alors que les mines de Laponie produisent en vue de l'exportation. Mais ces minerais phosphoreux de Laponie, région pionnière encore fort éloignée, sont au Moyen Âge et aux siècles suivants assez globalement ignorés car leur traitement passe par l'emploi de gros tonnages de coke et des transports coûteux, dans une Suède qui ne dispose que d'une production houillère dérisoire, à l'extrême Sud (Scanie).
Le minerai suédois est souvent un ensemble de minerais très purs comportant des oxydes de fer (hématites ou magnetite) dans une gangue surtout formée d'éléments magnésiens et sans proportion notable de phosphore

## LeXVIesiècleet leXVIIesiècle
En Europe occidentale, les fourneaux au bois commencent à se grouper, dès le XVIe siècle, auprès des minerais superficiels faciles à traiter et des réserves forestières, dans la région rhénane, Eifel, Siegerland, en Styrie et Carinthie, en Champagne et Bourgogne, dans les Pyrénées, en Italie.
Les mini-montagnes des Ardennes et leurs cours d'eau filant vers Anvers et Rotterdam, constituaient autour de Liège le centre européen de la proto-industrie du fer wallonne et française, qui profitait aussi de la présence de minerai de fer. Près de 200 usines y fonctionnaient en 1566 (500 pour toute la région entre la Meuse et le Rhin), réparties en cinq bassins : Namur (Sambre et Meuse), Liège, Huy (Hoyoux), Habay (Lesse, Semois et Chiers) et Durbuy. À partir de 1600, entre 5 000 et 10 000 Wallons émigrèrent en Suède, à la fois pour des raisons économiques et religieuses dans une contrée peu peuplée.

### L'affinage wallon en Suède, de Louis de Geer
Le 28 janvier 1613, le roi de Suède met fin à la guerre de Kalmar, contre le roi du Danemark. Pour s’acquitter des paiements de guerre, il faut avoir recours à l’emprunt auprès des bourgeois et gouvernement de Hollande. La garantie d'emprunt est constituée par les riches mines de fer de la Suède. Le wallon réfugié à Amsterdam Louis De Geer (1587-1662) se met alors en relation avec Guillaume de Bèche, Liégeois qui exploite depuis 1595 et les forges de Nyköping et les forges de Finspang, en faisant venir des wallons exilés aux Pays-Bas. Ils s'installent au nord d'Uppsala, ancienne capitale du royaume et ville hanséatique au bord de la Baltique, à 70 kilomètres au Nord de Stockholm. D'autres wallons s'installent dans la très riche mine de Dannemora au nord de Stockholm, selon l'historien suédois Göran Rydén, université d'Uppsala.
Louis de Geer se met alors en relation avec des hommes de l'art liégeois, établis en Suède, les frères de Besche, dont Guillaume de Bèche, qui s’y trouve depuis 1595 et exploite les forges de Nyköping et Finspång, en faisant venir d'autres techniciens wallons exilés aux Pays-Bas pour des raisons religieuses.

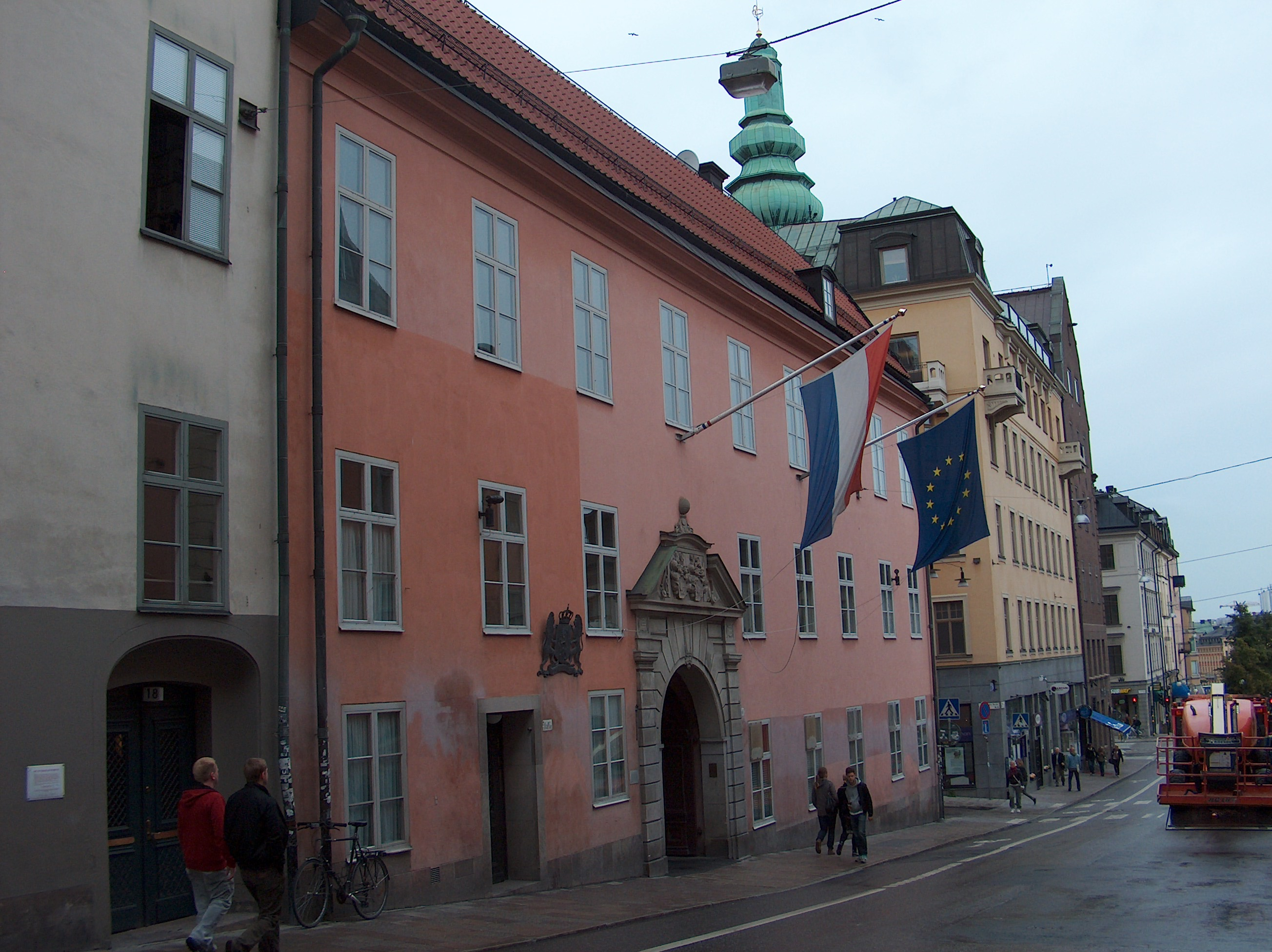
Palais de Louis De Geer à Stockholm.

En 1618, Louis de Geer sollicite de la Couronne de Suède la prise à bail du fief de Finspång. C’est par ce processus que le banquier se mue en puissant industriel nordique et fait de longs séjours en Suède, tout en conservant sa maison d’Amsterdam (la « Maison aux têtes »). Louis de Geer devient partenaire de Guillaume de Bèche pour les usines de Finspång, d’où sortent des canons de fer réputés mondialement. On appelait ces migrants du nom de Wallons car ils parlaient français, et leurs patronymes, pour la plupart, étaient d'origine romane. Le mouvement, limité à la période 1620-1640, ne dépassa pas 300 familles.
Les régions du centre de la Suède contenaient une quantité exceptionnelle de minerai pauvre en phosphore et en soufre, donc particulièrement adapté aux procédés de l'époque. Le plus fameux était celui de Dannemora, le plus pur qui existe, où on appliqua pour la première fois le procédé d'affinage dit "wallon". L'« affinage wallon » donna un fer de qualité bien supérieure, grâce à une seconde forge, chargée de débarrasser le fer forgé de ses scories et de ses impuretés. À la suite des réformes de De Geer, la technique du fer, en Suède, fut reconnue comme la première du monde. En 1637, une sorte de ministère des mines et de la métallurgie fut créé sous le nom de Conseil des Mines (Bergs-Collegium), une administration suédoise connue pour son rendement et son intégrité, dont l'un des bureaux les plus laborieux et doué de plus d'esprit de suite était le Collège des Mines. Les autres pays s'efforcèrent de surprendre les secrets du métier et de débaucher les ouvriers suédois.

## La domination du fer européen auXVIIIesiècle
Durant le XVIIIe siècle, les consommations de fer et de fonte progressent très fortement, mais en partant de niveaux très faibles: en 1740, environ 5 livres par an et par habitant en France et 10 livres en Angleterre. Le manque de combustible se fait cruellement sentir: pour une livre de fonte, il faut consommer une livre 3/4 de charbon de bois et les forêts sont déjà épuisées rapidement. En Angleterre des fourneaux sont arrêtés par pénurie d'arbres. La réussite progressive de la coulée au coke va permettre de contourner cette difficulté et multiplier par cent la demande de minerai de fer. La production de fonte anglaise, qui était de 17 500 tonnes en 1740, va atteindre 1,25 million de tonnes en 1840, près de cent fois plus.

### Abraham Darby utilise du minerai anglais près deBirmingham
Le quaker et artisan Abraham Darby (1678-1717) quitte Bristol en 1709 pour devenir forgeron dans le village de Coalbrookdale, à une dizaine de kilomètres de Birmingham, dans le Shropshire, où le minerai de fer et le charbon sont disponibles. Il y réussit la coulée au coke et observe que le coke pouvait être utilisé en bloc alors que le charbon ne pouvait brûler qu'en fine feuille. En empilant le coke et le minerai de fer dans un grand four, il pouvait obtenir des quantités beaucoup plus importantes : c'était le premier haut fourneau au coke, dont l'utilisation diminua très fortement le prix de revient de l'acier.
D'autres maîtres de forges de la région commencèrent à utiliser ses méthodes. Ils rencontrèrent de nombreuses difficultés et découvrirent qu'il utilisait du charbon de Cumbria, proche de la frontière écossaise, au faible taux de soufre, facilitant la fonte d'acier.

### Le comptoir des fers suédois
Les maîtres de forges suédois ont remédié à la modestie de leurs établissements industriels par une forte association, le Jern-Kontoret ou Comptoir des fers qui possède des chimistes et des ingénieurs et veille à la commercialisation au meilleur compte des minerais du Royaume. Ce Bureau des fers (Jern-Contoret), en Suède, répond en partie à l'administration des mines d'autres royaumes. C'est une administration puissante et habile, avec pour but principal de contrôler les produits et d'en centraliser l'exportation. La métallurgie suédoise est puissamment secondée par les enseignements qu' elle trouve à l'école des mines de Stockholm et par les publications de ce Comptoir des fers (Jern-Contoret) dont les annales ont été conservées. Le projet avorté du monopole de l'industrie du fer qui se fit jour en Suède en 1745 était lié à la création de ce Jern-Contoret. La Suède contrôlait alors entre 30 % et 40 % de la production de fer en Europe, mais une part encore plus grande des exportations, ou du minerai de fer, ce qui lui donnait du pouvoir sur le marché pour faire monter les prix de vente.
L'ingénieur des mines Anton von Swab, inspiré par les travaux pionniers de Berzelius, fit ses premiers essais avec le soufflet à bouche en 1738, outil qui permet de révéler la présence de certains métaux au-delà de la gangue de terre et d'oxydes qui les recouvre.

### Les Suédois se déplacent vers les régions boisées du nord
En 1750, la Suède produisait environ 35 % du fer mondial, grâce à ses très importants gisements de minerai et en profitant de l'abondance des forêts et des cours d'eau. Les propriétaires d’usines ont été encouragés à transférer leur production vers les régions boisées du nord. Alors que le XVIIe siècle a vu des usines de fer se construire dans les régions de Gästrikland et Hälsingland, le XVIIIe siècle s'étend dans les régions d’Ångermanland et Västerbotten.
Le fer représente, selon les périodes du XVIIIe siècle, entre un tiers et la moitié des exportations suédoises, et passe en volume de 35 000 tonnes à 50 000 tonnes du début à la fin du siècle. La part de l'Angleterre dans les destinations va progressivement diminuer tout au long du siècle, passant de 60 % à 40 %. De nombreux exportateurs suédois de cette époque sont des négociants anglais.

### Les bassins ferrifères du Doubs et du Jura
Dès 1440, le bassin minier de Montbéliard fut exploité pour l'alimentation en minerai de fer du bas fourneau d'Audincourt, tandis que les mines de fer des villages du Haut-Doubs comme Les Fourgs, Longeville, Métabief et d'Oye-et-Pallet alimentaient ceux de Pontarlier et de Rochejean. Pontarlier où, au XVIIIe siècle voit s'installer une fonderie de canons, l'omniprésence des forêts complétant l'existence de plusieurs bassins miniers ferrifères importants dans le Doubs (Bournois, Exincourt, Deluz, Laissey et Rougemontot) et le Jura (Dampierre et Ougney). Les forges et fonderies se multiplient aux abords des rivières, l'énergie hydraulique étant essentielle pour préserver les forêts, et les historiens constate l'implantation de nombreux hauts fourneaux au bois dès le début du XIXe siècle:
- dans le Haut-Doubs à Rochejean, Pontarlier et Pont-de-Roide[14].
- dans la Vallée du Doubs à Audincourt, Clerval, L'Isle-sur-le-Doubs et Torpes[14].
- dans la Vallée de la Loue à Chenecey et Châtillon-sur-Lison[14].
- dans la Vallée de l'Ognon à Loulans, Larians, Montagney et Moncley[14].
- dans la plaine du Jura à Fraisans et Rans[14].

Profitant de cet essor, de nombreuses entreprises locales se spécialisent dans la construction mécanique, ou encore la fabrication de casseroles ou d'outillages à main. Mais dès les années 1850, l'arrivée de la métallurgie au coke, associée au développement des moyens de communication, remplace progressivement la métallurgie au bois. La rentabilité des mines et des forges franc-comtoises est alors compromise, au profit des installations lorraines. L'exploitation des mines de fer cesse, les dernières fermant vers 1885 à Laissey.

## LeXIXesiècle

### Le début duXIXesiècle

#### Le minerai de fer houiller en Écosse
Le minerai de fer houiller est découvert dans des mines de charbon. Combustible médiocre, assimilé aux stériles sur les terrils des charbonnages., il devient exploitable à condition d'augmenter sa teneur en fer, en l'utilisant calciné, voire grillé. La première tentative vient de l'écossais David Mushet (en) (père de Robert Forester Mushet). En 1801, il réussit à produire de la fonte à l'usine de Calder Iron Works, qu'il venait de relancer avec des associés. Malgré sa teneur en fer, assez moyenne, combinée avec la présence de nombreuses impuretés, ce minerai s'avère rentable pour la production de fonte.
Vers 1830, un autre écossais, James Beaumont Neilson, met au point une amélioration clé du haut fourneau : le vent chaud. La fusion de ce minerai est alors facilitée : l'expansion de la sidérurgie écossaise, qui passe d'une production annuelle de 37 500 tonnes en 1830 à 200 000 tonnes en 1840, s'explique par la combinaison de ces deux innovations : blackband et vent chaud.

#### La montée très progressive de la fonte au coke consomme du minerai
La montée très progressive de la technologie de la fonte au coke, qui permet de travailler sur des volumes plus importants consomme plus de minerai de fer et dans de nouveaux lieux. La fonte, maintenue liquide et additionnée de minerai riche, est brassée à la main puis passée au laminoir, d'où elle sort sous forme de barres et de tôles. Ce four à coke exigeant une température élevée, donc d'assez grandes dimensions et une soufflerie puissante, cette technologie ne peut être adoptée immédiatement par tous se répand assez lentement, même en Grande- Bretagne.
Elle prend racine sur le continent en Haute-Silésie en 1796, où la sidérurgie se heurtera plus tard aux problèmes des approvisionnements en minerai de fer avec le déclin des mines dans les districts de Dombrova, Cracovie et Cieszyn, ou des 22 mines de fer situées dans la Haute-Silésie polonaise, ainsi qu'en France, où elle est testée par l'État dès 1785 au Creusot, et en Belgique après 1815, puis dans la Ruhr seulement en 1849. La fonte au coke l'emporte définitivement vers le milieu du XIXe siècle : les usines tendent alors à se rapprocher de la houille cokéfiable et les gisements de fer sont soumis à une nouvelle contrainte de transport. Elle est lente à se développer, à cause des intérêts des grands propriétaires de forêts qui tiraient de la fonte au bois l'essentiel de leurs revenus, et ne l'emporte définitivement en France qu'à partir de 1840-1850.

#### Denain importe du minerai de l'Avesnois et du Boulonnais
Dans le département du Nord, en France, le premier haut fourneau est installé par Jean-François Dumont entre 1834 et 1839, avec huit fours à puddler, à Denain au bord de l'Escaut, une production de fonte de 8 tonnes par jour alimentée en minerai provenant de l'Avesnois et du Boulonnais. Adolphe Leclercq, fils de l'un de ses associés, créera à son tour un haut fourneau en 1864, pour assurer l'approvisionnement en fonte de son usine sans haut fourneau à Trith-Saint-Léger.
Serret, Lelièvre et Cie de Denain rachètent le site de Jean-François Dumont et obtiennent une médaille d'or pour leur production.

#### L'épuisement rapide du minerai de fer de Côte-d'Or
L'exploitation du minerai de fer en Côte-d'Or est un phénomène précoce. Au début du XIXe siècle, trois zones principales d'extraction étaient en activité, dans le nord et l'est de la Côte-d'Or. Le Châtillonnais était la principale concentration de hauts-fourneaux et d'exploitations de minerai de fer, abondant et ne suscitant aucune rivalité, mais de qualité très inégale, avec des traces de phosphore affectant la fonte. Les minières d'Étrochey alimentaient une dizaine de hauts-fourneaux. L'activité minière était aussi très soutenue à Louesme et Courban et, à la limite avec la Haute-Marne, près de Boudreville et Montigny-sur-Aube. À la limite nord-est de la Côte-d'Or, l'extraction recourt à une bêche ou une pelle, le minerai étant inclus dans la terre végétale, ou extrait dans une tranchée creusée en aval de la parcelle. Dans l'est de la Côte-d'Or, les travaux miniers de Villecomte, à plus de 20 mètres de profondeur, entraînent un recours constant à la poudre noire et atteignent au début du siècle, la profondeur de quinze mètres.
La loi du 10 avril 1810, pour l'essor d'une industrie vitale aux armées impériales, distinguait une "minière" à ciel ouvert d'une mine en travaux souterrains. Les minerais de fer alluvionnaires de Côte-d'Or, très abondants à proximité de la Haute-Saône, étaient rarement à fleur de terre. En général, des puits, de trois à six mètres de profondeur étaient creusés avant de pouvoir entamer l'extraction. Menacées d'épuisement, les vieilles "minières" furent relayées par la renaissance du gisement découvert vers 1800, aux confins de la Côte d'Or, de la Haute-Saône et de la Haute-Marne, à Sacquenay puis à Orain et Courchamps, favorisés par la présence d'une forêt abondante et d'un minerai de qualité mais déclenchant cette fois tensions et rivalités car déjà très exploité au cours des siècles précédents.
Entre 1820 et 1848, les découvertes suivies d'exploitations se multiplièrent. Vers Fontaine-Française, les minières de la forêt communale de Dampierre-et-Flée atteignaient le minerai à une profondeur de 12 mètres. Les plus profondes du département, à Épernay-sous-Gevrey, le rencontraient ensuite à 17 mètres au cours des années 1850, apogée de la sidérurgie côte-d'orienne, qui voient les exploitations minières se multiplier, leur nombre culminant entre 1856 et 1857, phénomène surtout lié la dispersion des sites d'approvisionnement, avec de nouvelles terres à minerai dans les forêts communales, pour pallier le fait que certaines minières ouvertes depuis les années 1820 s'épuisaient. Ces années 1850 sont en réalité marquées par une seule découverte d'importance, à Épernay-sous-Gevrey.
Les Houillères de Sincey, découvertes par le comte Champion de Nansouty en 1835, près des mines de fer de Thoste-Beauregard, dans l'arrondissement de Semur mettront un quart de siècle à trouver leur rythme de croisière. Jusque là, les maîtres de forge locaux préfèraient le charbon de bois à la houille pour fondre le fer, ce qui explique qu'il n y a pas de recherche de gisement de charbon de terre avant les années 1830, si ce n'est quelques fouilles dans les environs de Sombernon pendant la Révolution française. Champion de Nansouty rêvait, lui, de construire des hauts-fourneaux au coke, à Maisonneuve, sur la commune d'Aisy-sous-Thil. Le minerai, déjà utilisé à la période antique, est utilisé dans des forges locales après avoir été redécouvert à proximité du village de Thoste. Puis de nouvelles prospections sont lancées par le comte qui s'associe avec un élève-ingénieur externe de l'École des mines de Paris, un ouvrier anglais et un mineur allemand. Plusieurs mineurs des houillères de Saône-et-Loire sont recrutés pour mener les travaux.
L'exploitation a lieu au puits Sainte-Magnance et le puits Soyez de Sincey est creusé à partir de 1862 et fonctionnera de façon industrielle ente 1876 à 1908,. La production maximale est de 12 000 tonnes annuelles avec 120 ouvriers en 1875 et la production totale du gisement s'élève à 225 000 tonnes.
La plupart des hauts-fourneaux de Côte-d'Or se retrouvent au même moment à la merci des usines produisant une fonte au coke, meilleur marché, d'autant plus qu'ils doivent augmenter leur approvisionnement en minerai de meilleure qualité comme les hauts-fourneaux de Villecomte et Moloy. Entre 1862 et 1869, la majeure partie des exploitations minières, souvent trop exigues cessent leur activité, seule la plus importante, Thoste-Beauregard, parvenant à se maintenir, en profitant du chemin de fer construit, au début des années 1860, entre Thoste et l'usine de Maisonneuve, tandis que les établissements du Creusot reliaient leur mines de Mazenay-Change à celle reliant Nevers à Chagny. L'exploitation de Thoste-Beauregard culmina en 1862 à 45 000 tonnes et Mazenay-Change à 250 000 tonnes.

### Le milieu duXIXesiècle
En France en 1860, il reste encore 100 hauts fourneaux fonctionnant au charbon de bois sur un total de 300 en activité, mais à Hayange, en Lorraine, 5 sur 6 marchaient déjà au coke. À la veille de 1870, en France, les deux régions sidérurgiques les plus importantes sont le Nord et le Centre. Cependant des usines sidérurgiques sont implantées dans d'autres régions, à proximité des mines de fer (Normandie, Pyrénées) ou de charbon (Alès, Decazeville), ou encore le long de voies navigables et de la mer (Chasse-sur-Rhône, Le Boucau, Outreau). Il y a aussi des sites plus isolés, comme la Mine de Baburet, dans la vallée de l'Ouzom, dans les Pyrénées, dont les premiers documents d'archives datent de 1512 : la forge de Louvie, à proximité de la mine. Le minerai y est « grillé » dans des « fours de grillage » comme dans beaucoup de site, ce qui n'empêche pas la fermeture des forges entre 1866 et 1906.

#### Les minerais américains profitent du réseau navigable intérieur
Alors que l'Amérique exploite les minerais locaux et le bois des forêts dans les premiers temps de la colonisation, les aciéristes découvrent au XIXe siècle, reliés par un magnifique réseau navigable, les gisements d'anthracite et l'excellent charbon à coke de Connellsville, dans l'Ouest de la Pennsylvanie. À Pittsburgh aux « Fourches de l'Ohio », Andrew Carnegie, le « roi de l'acier » va fonder sa puissance sur le « contrôle » simultané des mines de fer et de houille, des moyens de transport spécialisés et des agences de vente. Le minerai de fer est recherché sur les rives du Lac Supérieur, où a été découvert en 1844 par des géomètres le Gisement de fer de Marquette, des rochers de milieu Précambrien sur un synclinal long de 33 milles (53,108352 km). Les géologues ont observé que la sensibilité de leur boussole produisait des résultats faussés par la concentration de fer.
Le principal minerai de fer est trouvé dans une formation est 2 500 pieds (762 m) d'épaisseur près de Negaunee. L'exploitation a commencé en 1847 avec un fer d'abord fondu avec du charbon de bois en fonte, mais après l'ouverture du Soo Canal en 1855, il est expédié vers les Grands Lacs et le port de Marquette.
Les capitalistes de Cleveland contribuent développement du gisement. Parallèlement, des roches riches en fer sont répertoriées en 1848, par le Dr A. Randall, sur le futur gisement de fer de Gogebic Range, dans le nord du Michigan et le Wisconsin, exploité à partir de 1890, dans le sillage du boom spéculatif du milieu des années 1880, puis encore plus à l'ouest par le géologue Henry H. Eames en 1866 dans l'État voisin du Minnesota, mais la "Montagne de Fer" du gisement de Mesabi Range, ne sera vraiment découverte que le 16 novembre 1890 par J. A. Nichols.

#### Des Wallons s'installent en Lorraine, le million de tonnes atteint en 1869
En Lorraine, on extrait le minerai de fer à Hayange, où la famille de Wendel s'est installée en 1704, mais il est aussi extrait et travaillé à Ottange, à Moyeuvre, à Creutzwald, à Hombourg-Haut. Des sondages de 1815, aux environs de Forbach et de Creutzwad, n'avaient débouché sur aucune exploitation mais le projet de voie ferrée de Sarrebruck, traversant la concession de Schœneck (près de Forbach) permet de lancer l'extraction en 1856. Des mines de fer vont ouvrir un peu partout dans le bassin de Nancy (mine de Chavigny en 1856, mine de Champigneulles, mine de Neuves Maisons en 1874...) et du côté d'Hayange et de Villerupt. La très forte croissance économique mondiale des années 1850 a en effet stimulé la demande d'acier et le prix des approvisionnements. Le charbon remonte également à Carling et à L'Hôpital, où des nappes d'eau rendit l'exploitation difficile.
Et après 1850, en liaison avec le développement de la voie ferrée, la situation change : la Moselle occidentale, territoire de la « minette », entame une expansion continue. Jusqu'au milieu du XIXe siècle, on recherchait surtout le minerai de fer des «minières », peu profondes, à ciel ouvert ou à flanc de coteau, surtout exploitées dans la région d'Aumetz, plus riches en fer que la minette mais plus coûteuses à exploiter. Leur extraction tombe de 47 000 tonnes en 1857 à 26 000 tonnes en 1867. Par contre, la production de minette se développe. Pour la transformer en fonte, les établissements de Wendel utilisent le coke au lieu du charbon de bois.
Ils sont rejoints par des investisseurs de Wallonie, première région d'Europe continentale à réussir une révolution industrielle, entre 1770 et 1847, où des immigrés britanniques ont diffusé de nouvelles techniques de production, par la conception d'entreprises intégrées, qui dominent l'ensemble de la production depuis les matières premières jusqu'au bien fini. Les métallurgistes et chimistes wallons ont ainsi pris sous leur contrôle l'extraction de charbon et surtout de minerais de fer et de zinc.
Cockerill, La Providence, les Charbonnages et Hauts Fourneaux d'Ougrée, et d'autres s'implantent dans les années 1850 dans le nord de la France sur des sites riches en charbon et y développent des complexes sidérurgiques puissants, mais aussi dans le bassin de la Ruhr, avec les techniques d'étançonnage et d'extraction wallonnes. En 1849 à Dusseldorf, la SA belgo-rhénane des Charbonnages de la Ruhr est formée sous l'impulsion de l'ingénieur des mines montois Joseph Chaudron. Entre la fin des années 1840 et 1855, Charles Detilleux acquiert des concessions près de Gelsenkirchen. En 1853, un consortium mené par le recteur de l'Université de Liège, Jean-Louis Trasenter, obtient des gisements près de Duisbourg. La SA belge des Charbonnages de Herne-Bochum réunit des actionnaires belges et français à la fin des années 1850.
Dans les années 1860-1870, alors que les faibles ressources belges en minerais de fer s'épuisent, des entreprises wallonnes s'installent aussi en Lorraine pour y exploiter les gisements récemment découverts. La société de Vezin- Aulnoye, fondée en 1858 par Eugène Godin, capitaliste hutois, reprend à la Société minière de Somme et Vezin les mines de fer de Vezin près d'Andenne, ville wallonne, et achète les hauts fourneaux d'Aulnoye, près de Maubeuge, avant d'implanter une nouvelle usine sidérurgique à Maxéville près de Nancy en 1871. Le travail au fond de la mine est dangereux pour les mineurs qui tirent les coups de mines, les manœuvres, les palefreniers, les wattmans (conducteurs des loco électriques), les boiseurs, et les géomètres. Les chutes de blocs de pierre, les explosions à retardement, l'étroitesse des galeries dans lesquelles passent des trains, font de ce milieu le plus mortel de toute l'histoire de l'industrie, comme l'expose la mine du val de fer à Neuves Maisons (à côté de Nancy).
L'extraction mosellane de fer, surtout concentrée à Hayange et à Moyeuvre, qui n'était que de 4 500 tonnes en 1817, passe à 77 000 tonnes en 1847, puis décuple dans les deux décennies suivantes pour dépasser le million de tonnes en 1869, au premier rang du minerai de fer en France. Dès 1869, la Moselle produit le quart de la fonte française, dans 50 hauts fourneaux mais importe des mines prussiennes 80 % de ses besoins en coke car elle n'extrait que 200 000 tonnes de houille, pour 350 000 tonnes de fonte. Avant 1870, Stiring-Wendel, ses 8 000 ouvriers et ses quatre hauts fourneaux, entre Sarrebruck et Forbach, forment le premier centre métallurgique, lié aux houillères sarroises par la voie ferrée pour le coke et au minerai de fer de Hayange. Depuis 1853, il produit des rails, dépassant le rival Moyeuvre mais aussi Hayange (tôles et de fers blancs).

#### Au cœur de l'industrie galloise, une invention favorable au minerai phosphoreux
En 1856, l'ingénieur Henry Bessemer a trouvé le moyen d'obtenir rapidement de l'acier à partir de la fonte liquide, introduite dans un « convertisseur », où un puissant courant d'air permet de brûler la plus grande partie du carbone et des autres impuretés de la fonte, en seulement une demi-heure. Seul inconvénient, il nécessite des fontes dérivées de minerais très peu phosphoreux, donc très rares. Le four à sole, du Français Pierre-Émile Martin (1878) chauffe la fonte par des gaz incandescents, dont la température est encore plus élevée dans un four Siemens à récupération. Plus lent, il permet l'addition de métal, fer, manganèse, etc., destiné à améliorer la qualité de l'acier, ou de ferrailles (jusqu'à la moitié de la charge) issues de la démolition des navires et des constructions urbaines. Les aciéries, consommant alors de plus en plus de ferraille, vont se rapprocher des sources de cette matière première, c’est-à-dire des agglomérations urbaines.
L'usine sidérurgique de Blaenavon, dans le pays de Galles, à 40 km de Cardiff, a représenté jusqu'à 13 hauts fourneaux et 5 000 personnes employées en 1878. Le fourneau est installé sur un gisement de minerai pauvre et à l’intérieur des terres. La société propose à Percy Carlyle Gilchrist, un jeune chimiste féru d'expériences sur la déphosphoration, récemment embauché, et son cousin Sidney Gilchrist Thomas, de leur mettre à disposition un convertisseur d'une capacité de 200 kg de métal. Ils y inventent le procédé Thomas, qui permet l'exploitation des minerais de fer phosphoreux. Le problème fut résolu en effet en ajoutant de la chaux et des matériaux basiques, car le phosphore a une réaction acide et passe ainsi dans les scories qui serviront d'engrais. Du coup, les usines peuvent utiliser d'immenses gisements de minerais phosphoreux jusque-là impropres à la production de l'acier, comme celui de la minette lorraine, en Allemagne moyenne, en Angleterre, etc. Les minerais phosphoreux ainsi réhabilités alimentent des usines géantes, installées près des mines alors que le four à sole jouait plutôt la proximité des villes et des ports, pour récupérer de la ferraille.
Cette invention, ironiquement, précipitera le déclin de l'usine galloise qui avait accueilli Percy Carlyle Gilchrist et Sidney Gilchrist Thomas, concurrencée par le formidable développement de la sidérurgie allemande et nord-américaine. Dans les années 1930, isolée de la mer et de l’approvisionnement en minerais d'outre-mer, et plus adaptée à cette nouvelle technologie, l'usine sidérurgique de Blaenavon va donc décider de ne pas reconstruire son haut fourneau, endommagé après des mouvements sociaux, et de simplement maintenir un atelier de forges et bandages.

#### De 1858 à 1867, l'essor du gisement algérien de Mokta El Hadid

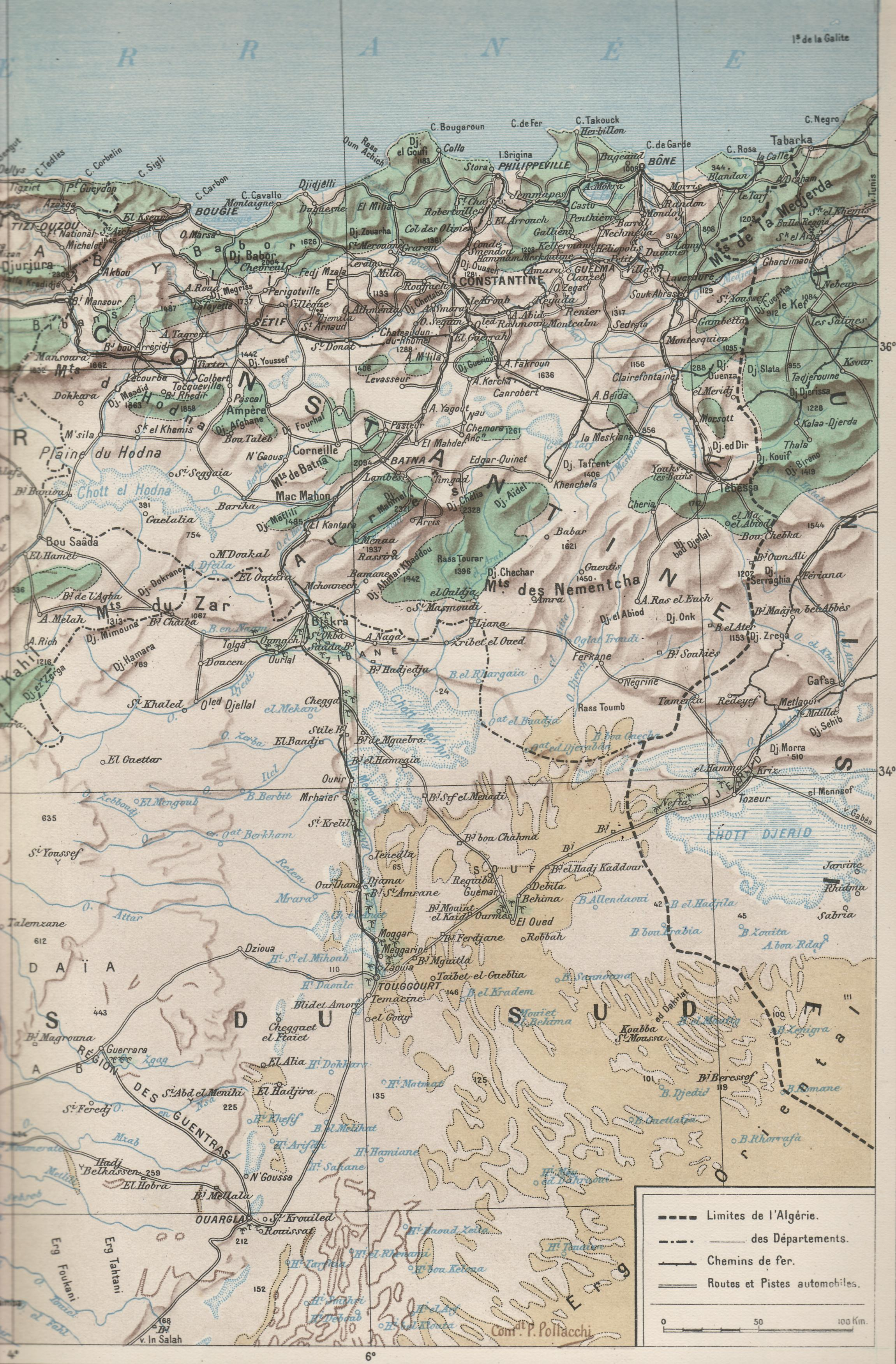
Carte de la ligne de la Compagnie du chemin de fer Bône - Mokta - Saint Charles, située au NE de la côte

La forte croissance économique mondiale des années 1850, entraine la recherche du minerai de fer à Ouenza en Algérie. Dès 1846, un ancien directeur des Mines, le marquis Eugène de Bassano (1806-1867) devient propriétaire de l'exploitation des mines de fer découvertes à Meboudja, entre Annaba et Aïn Mokra, et les premiers minerais extraits Aïn-Mokra furent embarqués à Bône après 1845. En plus des usines et du haut-fourneau érigés sur la côte, à l'Alaliq à 6 km au sud d'Annaba, il fait construire en 1858 un chemin de fer à voie étroite, le premier d'Afrique du Nord, suivi de la ligne Alger-Blida, en 1862. C'est le premier tronçon de la ligne de la Compagnie du chemin de fer Bône - Mokta - Saint Charles, qui relie le gisement aux vieux quais du port fluvial de la Seybouse.
En 1860, le chemin de fer est prolongé jusqu'à « Aïn Mokra » par Paulin Talabot, acquéreur des droits d’exploitation de ce gisement de fer occupant environ 3 000 ouvriers, majoritairement italiens, auquel avaient renoncé les précédents propriétaires en raison des difficultés d’extraction et de mise à quai du minerai vers les hauts-fourneaux d’Algérie (à Alélik) ou à l'étranger par bateau.
Paulin Talabot, par ailleurs propriétaire du charbon des mines de la Grandcombe et des chemins de fer du Gard demande en 1865,au géologue Émilien Dumas, un Gardois de Sommières, d’estimer l’importance du gisement algérien, puis fonde la compagnie Mokta El Hadid, dont le nom veut dire « coupure du fer », pour désigner « le chemin ou le raccourci à travers le gisement de fer ». Elle passera sous le contrôle des groupes Mallet et Pont-à-Mousson et de la Banque Mirabaud. En 1862, la Société Bassano fait faillite et revend ses droits à la compagnie Mokta El Hadiden 1863.
En 1865, Eugène Schneider noue un accord avec Paulin Talabot pour l'arrivée massive en France des minerais algériens, qui permet à l'usine Verdié de Firminy d'élaborer des rails en acier avec des fontes réalisées à partir de lits de fusion exclusivement en minerai algérien. Etape suivante, l’installation au Creusot, de fours basés sur procédé Martin, à régénérateurs Siemens, permettant de recycler du métal urbain mais consommateurs de minerais très purs, exempts de phosphore et de soufre, justement devenus moins rares grâce à la mine de Mokta-el-Hadid.
La société Mokta El Hadid édifie un nouveau quai sur le port de la Seybouse, prolongeant le débarcadère construit trois siècles plutôt par les Turcs. En 1867, la ligne ferroviaire, désormais longue de 40 km, arrive jusqu'à la darse sud du port. Ces investissements permettent en 1870, l'exploitation du minerai de fer à Beni-Saf par la Société Mokta El Hadid, l'année où le l'Ouenza, plus au Sud commence à être plus sérieusement prospecté, avant que ces projets soient ralentis par le grand krach boursier de 1873. En 1873, la société exporte 0,4 million de tonnes de fer à elle seule, avant de décliner.
En 1879, Alphonse Parran, dauphin de Paulin Talabot à la tête la Compagnie jusqu'en 1901, lance l'extraction sur le gîte de Rar El Baroud, près de Béni Saf, avant de prendre en 1881 des participations dans le minerai de fer de Krivoï-Rog en Russie puis en 1886 dans la Compagnie des phosphates et des chemins de fer de Gafsa, en Tunisie, en apportant les techniques d’exploitation de Mokta et d'opérer la ligne ferroviaire Bône-Philippeville. L'épuisement progressif des mines de fer Aïn-Mokra cause la baisse régulière du trafic à Bône, avant sa reprise en 1893, brusquement grâce à l'apport des phosphates de Tébessa, en Tunisie, découverts en 1885, ce qui a motivé en octobre 1885 la création d'un nouvel avant-port. La société Mokta El Hadid tentera de rebondir en 1917, s'entendent avec la société des Hauts Fourneaux de Rouen pour l'exploitation du Bou Kadra, mais sans aboutir. Dans les années 1950, la Société Mokta El Hadid était la dix-huitième entreprise française par la capitalisation.

### La fin duXIXesiècle
Le minerai de fer houiller est aussi découvert dans la seconde moitié du XIXe siècle au Pays de Galles mais surtout dans la région de la Ruhr allemande, proche du Rhin. Des quantités importantes y sont extraites durant les années 1860 et 1870. Sa découverte a été, là aussi, le socle du développement de l'industrie sidérurgique de la Silésie (Wałbrzych), de la Westphalie (Hoerde, Aplerbeck, Hattingen).
Dans le dernier tiers du XIXe siècle, la découverte du « gisement de Lorraine » et son minerai le plus connu, la minette lorraine, sera l'origine de la sidérurgie industrielle dans la région. Le gisement va du sud de Nancy jusqu'à la frontière du Luxembourg. Les mines se multiplient autour de Nancy et dans le Pays haut lorrain, sur la rive gauche de la Moselle, dans un quadrilatère Metz, Thionville, Esch-sur-Alzette (Luxembourg), Longwy. À partir de 1890, le bassin de Briey (mine de Tucquegnieux, Joudreville, Trieux, Piennes) se développe à une grande vitesse.

#### Le minerai de fer lorrain après la défaite de 1870
Lors de la défaite après la guerre de 1870, la Moselle, premier département de la métallurgie lourde française, perd les arrondissements de Château-Salins (avec les industries chimiques de Dieuze) et de Sarrebourg. Vers 1870, les Anglais Cowper et Whitwell améliorent le procédé de chauffage de l'air insufflé dans les hauts fourneaux. Un premier essai à Maizières-lès-Metz en 1872 permet d'atteindre une température d'air chaud de 1 000 °C se traduisant par une économie très sensible de la consommation de coke.
En 1874, la découverte du procédé Thomas-Gilchrist donne toutes leurs chances aux mines de fer de la Lorraine. Après quelques années de mise au point, il est appliqué à Hayange en 1881. Affleurant le sol au nord du département, les couches de minerai de fer s'enfoncent progressivement pour atteindre 100 à 120 mètres de profondeur vers Auboué et 600 mètres sous Verdun, avec une teneur de 32 à 36 %. Les premiers sondages sont effectués de 1880 à 1883 le long de la nouvelle frontière du côté d'Auboué, Homécourt, puis à mi-chemin de Briey-Longwy. Le gisement s'avère un des plus vastes du monde : 120 000 hectares.
Quatre sociétés belges s'établissent à Aumetz, Fontoy, Knutange et Maizières mais disparaissent ou sont rachetées par les Allemands. Dillingen s'établit à Rédange, Stumm à Uckange, Roechling à Thionville, Spaeter à Rombas et Amnéville, Thyssen à Hagondange. Une société germano-luxembourgeoise s'installe à Ottange, une allemande à Audun-le-Tiche, et une lorraine, la seule, à Algrange. La route de Metz à Thionville se transforme en une rue industrielle. Les usines allemandes encerclent les usines Wendel qu'ils n'ont pu acheter.
Les importantes infiltrations d'eau des mines de fer de la Lorraine seront combattues soit par l'emploi de pompes à grand débit, soit par la congélation des terrains. En 1895, le puits du grand Fond à Homécourt est terminé, celui d'Auboué en 1897 et celui des Hauts de Tappes en 1901. Dès leur mise en service, la production va s'accroître rapidement. Avec 2 millions de tonnes extraites en 1913, la mine d'Auboué est devenue la plus importante mine de fer de France. En 1912, la Meurthe-et-Moselle devient le premier département français producteur de fonte (3,4 millions de tonnes) devant le Nord-Pas-de-Calais (0,8 million de tonnes). La même année, les mines de fer de la Lorraine non annexée (Briey - Longwy - Nancy) ont extrait 20 millions de tonnes de minerai soit 90 % de la production française, dont 6,4 millions de tonnes exportées vers la Sarre, la Belgique et les Pays-Bas.
Les Allemands, durant un demi-siècle d'annexion, ne s'intéressent qu'à l'extraction du minerai de fer, qui dépasse 3 millions de tonnes en 1891, 7,5 millions en 1900, pour atteindre 21 millions de tonnes en 1913.
Malgré leur fulgurante réussite, les mines de fer de la Lorraine restent les plus « terriennes » d'Europe, faute de voie navigable naturelle ou artificielle, même si Charles de Wendel, dès 1836, avait songé à améliorer la navigation sur la Moselle. La Chambre de commerce de Coblence a eu plusieurs projets de canalisation de la Moselle, à partir de 1883, restés sans suite. La Moselle annexée a un réseau ferré très dense, pour l'acheminement rapide des troupes vers la frontière, et les voies navigables n'intéressent pas les Allemands. Ils restent sourds à la canalisation de la Moselle pour ne pas de favoriser l'industrie lourde du pays annexé. La puissante industrie de la Ruhr, disposant de la houille et du coke, ne voit dans la Lorraine annexée qu'une annexe destinée à l'alimenter en minerai de fer. De plus, la production de charbon, passée de 1,3 million de tonnes en 1901 à 3,85 millions en 1914, ne suit pas le rythme impressionnant de celle du minerai de fer et les Allemands préfèrent vendre aux lorrains leur charbon de la Ruhr, l'un des plus faciles à cokéifier.

#### Le minerai de fer français après 1870
Les Allemands, au traité de Francfort, annexent 13 concessions sur 8 500 hectares en 1871. Le traité a repris le tracé proposé par l'ingénieur allemand Hauchecorne, qui a sous-estimé l'importance économique du gisement minier du Bassin de Briey et proposé d'annexer exclusivement les mines de fer affleurant le sol. Du coup, la France a gardé le Bassin de Longwy et la région de Briey. Dans les années qui suivent, alors que s'étendaient les bassins de Longwy et de Nancy, faciles à reconnaître car les minerais affleuraient dans les vallées, les mines en profondeur les rejoignent. Le bassin de l'Orne a été découvert en 1882 et celui de Sancy-Landres entre 1890 et 1900. Du côté français de la frontière, les industriels lorrains se sont réservés 70 % des concessions, les étrangers, sauf les Belges, étant écartés, en particulier les Allemands et les Sarrois très présents en Moselle.

#### En 1880, la découverte des gisements ukrainiens de Krivoï Rog
La sidérurgie russe est demeurée longtemps au stade artisanal. Au début du XVIIIe siècle, Pierre le Grand fit venir des techniciens occidentaux pour le traitement des minerais de l'Oural mais ne put les valoriser faute de consommation de métal suffisante. La découverte en 1880, des minerais de Krivoï Rog, proches de la houille à coke du Donetz, stimula la création du bassin sidérurgique du "Donbas", qui fournissait le tiers du fer et de l'acier russe en 1917.

#### Le boom du Minnesota après celui du Michigan
L'ouverture des mines de fer du Minnesota, aux alentours de 1884, dans la chaîne de montagne américaine de l'Iron Range, qui s'élève entre le Minnesota et l'Ontario a donné un second souffle à la sidérurgie américaine après celles du Michigan, tout proche, sur la partie ouest des rives du Lac Supérieur jusque-là connues des milieux miniers pour leur Pays du cuivre. La première mention de la présence du fer le Minnesota remonte à Norwood qui le signala sur les bords du lac Gunflint en 1852, mais c'est en 1875 seulement que le professeur Chester de New York lance l'exploration scientifique du Mesabi Range.
Vers 1880, la découverte de mines exploitables dans le Gisement du Vermilion Range (Minnesota) détourne momentanément l'attention du Mesabi Range, encore en émergence et qui reviendra en force ensuite. C'est peu à peu le début de l'exploitation dans trois bassins miniers qui entrent successivement en scène:
- le Vermilion Range expédia son premier chargement de minerai en 1884, son apogée est contemporain de celle du Gisement de fer de Gogebic Range, dans le Michigan;
- le Mesabi Range en 1892;
- le Cuyuna Range en 1911.

Les mines du Minnesota se sont ouvertes à une époque où d'énormes concentrations de capitaux émergent dans le secteur de l'acier et en portent l'empreinte profonde. Alors que jusqu'en 1890 les mines de fer du Michigan avaient été exploitées par de petits entrepreneurs ou des compagnies peu capitalisée, de grandes compagnies prennent le relais pour mettre en valeur les gisements souterrains du Minnesota.

Le premier boom a lieu dans le Michigan entre 1884 et 1886, avec le Gisement de fer de Gogebic Range. La découverte du Procédé Bessemer, technologie qui augmente le potentiel de son exploitation conduit à une spéculation très forte, engouement qui n'a eu aucun évquivalent dans le Michigan ou le Wisconsin. Des fortunes ont été faites puis perdues en un seul mois, ou même nuit. Le 16 septembre 1886, le Chicago Tribune a rapporté: 
Des centaines de personnes arrivent tous les jours de toutes les régions du pays et les millionnaires sont faits par dizaines... Les forêts ont laissé la place à des camps miniers et des villes, et le plus déconcertant de la transformation a eu lieu. Dans le palmy jours d'extraction de l'or sur le versant Pacifique il n'y a aucune trace de quelque chose d'aussi extraordinaire.
Puis c'est le Vermilion Range qui monte en puissance, avant de passer aux mains de la Minnesota Iron Co et un peu plus tard aux mains de la Steel Corporation d'Henry W. Oliver.
John Davison Rockefeller devient actionnaire fin 1896 ou au début de 1897 sur Mesabi Range. Pour atteindre les sidérurgistes à Pittsburgh, le minerai devait voyager à travers les Grands Lacs en passant par Cleveland. John Davison Rockefeller a investi 2 millions de dollars dans un chemin de fer pour transporter le minerai de monts Mesabi à Duluth, sur le Lac Supérieur, et construit une flotte de navires à minerai. En décembre 1896, il a passé un accord avec Henry W. Oliver et Andrew Carnegie, de Pittsburgh, chacun s'engageant à ne pas aller dans le secteur des autres. Les sidérurgistes ont adapté leurs usines pour le traitement du minerai des monts Mesabi. Oliver a ensuite rompu l'accord et, en réponse, John D. acheté un monopole du minerai de transport par bateau sur les Grands Lacs. John D. vendu sa société de minerai à J. P. Morgan pour 90 millions de dollars et ce dernier a acheté des actions Carnegie steel en 1901. Plus des trois quarts des réserves de minerai du Minnesota appartiennent au groupe d'Henry W. Oliver.
En Ontario, au-delà de la frontière canadienne, les gisements de minerai Ely et Tower ont des couches très inclinées ou verticales qui rendent l'extraction assez coûteuse, mais le minerai possède des qualités excellentes: en 1909 sa teneur moyenne en fer s'élevait à près de 64 %. L'exploitation y sera ainsi tributaire des besoins en minerai de haute qualité.
À la fin du siècle, Pittsburgh, avec sa rivale locale Youngstown, conserve le premier rang américain, avec 35 % de la production nationale d'acier (132 millions de tonnes). Mais l côte Est, plus anciennement industrialisée, se défend (21,5 %), en important beaucoup de minerai, notamment du Chili, vers la Baie Chesapeake et près de Philadelphie. Chicago et la ville toute proche de Gary (22 %) est le fournisseur des régions agricoles du Middle et du Far West. Dans le Sud, pauvre et peu industrialisé, Birmingham et Bessemer, installée en 1883 dans l'Alabama, y juxtaposent minerai, charbon à coke et castine mais souffre des frais élevés d'extraction et de purification du minerai.
Le Minnesota connait une telle expansion à la fin du siècle, qu'il est rapidement passé devant le Michigan. Dès 1901, les deux bassins du Minnesota, avec les gisements de Vermilion Range et Mesabi Range, ont dépassé le rendement des fameuses mines de fer du Michigan: le Gisement de fer de Marquette, celui de Menominee (Michigan) et surtout le Gisement de fer de Gogebic Range.

#### La croissance très rapide du port minéralier de Duluth, sur leLac Supérieur
Duluth, simple camp de trappeurs et de marchands de fourrures comme celles qui s'échelonnent le long des rivières ou des rives des lacs n'a en 1870 que 200 habitants et 3 500 en 1880. L'essor du port géant pour les mines de fer du Minnesota, prenant un rôle prépondérant dans l'industrie américaine voit la population bondir à 33 000 habitants en 1890, malgré les collines rocheuses qui dominent le Lac Supérieur, puis 53 000 en 1900 et 78 000 en 1910, dont beaucoup de Scandinaves, reproduisant leurs costumes, maisons, petites charrettes à claire-voie et la pratique du ski, qui retournent en Europe pour la morte-saison car le travail des mines arrête en novembre et recommence en mai. Le comté de Saint-Louis quadruple en vingt ans, passant de 45 000 habitants en 1890 à 163 000 en 1910.Nulle part au monde le minerai de fer ne rencontre sur des voies de communication pareilles conditions de bon marché", observent les géographes industriels. Le trajet du minerai descendant vers le Lac Supérieur, pour un coût de seulement 9 francs par tonne, qui comprend deux manutentions plus de 160 km de chemin de fer et 1 600 km de bateau.
Le Minnesota produit même les trois cinquièmes du minerai de fer extrait aux États-Unis en 1910, grâce à l'essor formidable du Gisement de Mesabi Range. Ce dernier repose sur des dépôts ferrifères qui soulèvent d'abord l'incrédulité par leur continuité, leur gisement horizontal, leur faible profondeur et leur nature meuble La longueur des lentilles de minerai dépasse souvent 800 mètres, leur largeur 400 mètres et leur épaisseur varie de quelques décimètres. L'exploitation y passe de 4 000 tonnes en 1892 à 2,7 millions de tonnes en 1895 puis 7,8 millions de tonnes en 1900 et 29,2 millions de tonnes en 1910 : en vingt ans il fournit à lui seul près de 250 millions de tonnes de minerai. Les États-Unis dépassent désormais la Lorraine au palmarès mondial.

#### En 1899, l'ouverture de la mine de Kiruna en Suède

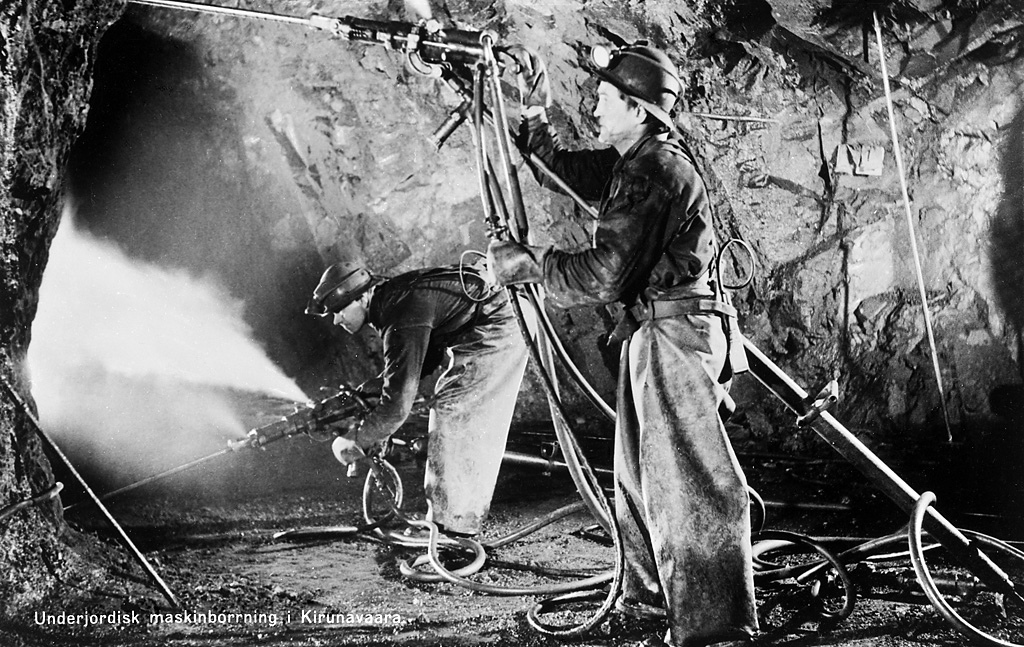
Ouvrier dans la mine entre 1940-1959.

En Suède sur le gisement issu du bouclier scandinave, la mise en service de la mine de Kiruna pour le minerai de fer date de 1899. La mine était tellement riche en fer que les autorités ont construit, trois ans à peine après son ouverture en 1899, une ligne de chemin de fer dans cette région du Grand Nord quasiment désertique. La compagnie minière suédoise LKAB (Luossavaara-Kiirunavaara Aktiebolag) avait été établie en 1890 pour extraire du minerai de fer à Kiruna et à Malmberget dans le nord du pays.
Hjalmar Lundbohm, directeur de LKAB, souhaite rapidement construire une ville autour du site. Ses architectes imaginent un ensemble urbain s'inspirant d'influences venues des quatre coins du monde et lance les travaux pour bâtir une cité qui soit adaptée à la fois à l'environnement hostile de la Laponie, mais aussi à ses futurs habitants.
Le minerai de fer est transporté, après 1899, par train, de Malmbanan aux ports de Narvik et de Luleå et principalement vendu aux aciéries d'Europe. La compagnie deviendra ensuite une entreprise publique à 100 % en 1950. À ciel ouvert jusqu'en 1965, la mine est ensuite devenue souterraine et a visé dans les années 1980 d'autres marchés d'exportation importants comme ceux du Moyen-Orient et de l'Asie du Sud-Est.

## LeXXesiècle
Vers 1900 s'affirme chez les gros producteurs la tendance à l'intégration verticale, depuis les matières premières jusqu'aux produits finis ou semi-finis, tandis que des ententes, « cartels », et « Konzerns » cherchent à stabiliser les marchés, soutenir les prix et limiter la concurrence, y compris dans l'approvisionnement en minerai de fer.

Évolution de la richesse du minerai de fer extrait dans différents pays. La chute récente de la teneur moyenne mondiale en fer est due à la forte consommation de minerais chinois de basse qualité. Le minerai américain est enrichi entre 61 % et 64 % avant d'être commercialisé.

### Deux grands gisements au début du siècle, Lorraine et Grands lacs américains
En 1913, la production du bassin ferrifère lorrain dépasse les 41 millions de tonnes, dont 21 pour la Moselle et 20 pour la Meurthe-et-Moselle. La Lorraine était la deuxième région productrice au monde, derrière les États-Unis.
Le gisement lorrain fut alors classé parmi les plus vastes du monde et ses réserves furent estimées à six milliards de tonnes de minerai, susceptibles de contenir 1,95 milliard de tonnes de fer.
Aux États-Unis en 1910, plus des quatre cinquièmes de la production de minerai de fer viennent du bassin du lac Supérieur et seulement un septième des États du Sud. Les États-Unis importent cependant, en raison de leur poids sur le marché mondial, une proportion de minerais étrangers qui tout en étant rapidement croissante reste faible, ce qui fait que l'industrie sidérurgique nord-américaine dépend principalement de ce bassin du lac Supérieur.
La Suède est alors, comme la France et les États-Unis d'Amérique, déjà en plein développement minier, alors que le développement rapide de la sidérurgie allemande commence à buter sur l'arrêt de l'accroissement de l'extraction des minerais, malgré la présence de la Lorraine, annexée depuis 1870, dans l'Empire allemand. La Grande-Bretagne, la Russie, l'Espagne et le Luxembourg semblent eux aussi avoir atteint un point culminant dans la croissance de l'extraction des minerais.
La possibilité d'une augmentation de long terme du prix du fer est donc à prévoir dès 1912, selon les économistes, et elle entraînerait aussitôt l'exploitation de nombreux gisements connus depuis longtemps mais gardés en réserve car un peu au-dessous du seuil de confort dans la rentabilité.

### En Algérie de 1908 à 1913, "l'affaire de l'Ouenza"
En 1901, le géologue français Pascal obtient une concession à Ouenza, le plus riche et le plus important gisement de fer en exploitation en Algérie, qui s'étend sur 5 km, dans le même secteur que la voie ferrée menant au riche gisement exploité depuis 1858 par la Société Mokta El Hadid. Pour l'exploiter, un consortium international est créé en 1907. Schneider, l'industriel du Creusot est chargé de construire une ligne de chemin de fer de 250 kilomètres et d'aggrandir le port de Bône, pour 50 millions de francs environ. Une "affaire" éclate entre 1908 et 1913, à l'Assemblée nationale, où est dénoncée la participation de 7 % de l'industriel allemand Krupp, alors que l'Allemagne occupe depuis 1870 le nord du gisement de fer la Lorraine. Cette "affaire de l'Ouenza" oblige à signer des accords assurant aux usines françaises non membres du consortium environ 120 000 tonnes de minerai par an dans les mêmes conditions que les usines en faisant partie.
De plus, les mines de l'Ouenza se sont vus accorder, à la demande de Georges Clemenceau, la possibilité d'expédier leurs minerais soit par la voie ferrée de Bône, soit par celle de Bizerte, afin de permettre l'approvisionnement en charbon du port de Bizerte, alors que leur rivales, les mines de Boukadra devraient, au contraire, expédier obligatoirement leurs minerais par Bizerte.
La convention doit être renégociée juste avant la guerre, ce qui débouche en 1913 sur la création de la Société de l'Ouenza, au capital social de 114 millions de francs. La production ne sera rendue réellement possible à grande échelle qu'à partir de 1921, lors du raccordement du gisement par la ligne électrifiée du chemin de fer Ouenza – Oued-Keberit, via un embranchement de 24 kilomètres à voie étroite à la Compagnie du chemin de fer Bône - Mokta - Saint Charles.

### Première Guerre mondiale
Les mines de fer, comme celles de charbon, jugées stratégiques, font l'objet de sabotages durant les guerres, notamment en France durant la Première Guerre mondiale.
Les anciennes mines peuvent être la cause d'affaissements miniers et de dégâts en surface, longtemps après leur fermeture.
La guerre est aussi le moment de mutations industrielles dans l'acier en Italie car pendant le conflit, la province de Gênes a produit un tiers de l'acier italien grâce à ses 200 usines et ses 150 000 ouvriers. Mais l'Ilva s'est désagrégée et la Famille Bondi est parvenue à reprendre de nombreuses sociétés, ce qui lui permet de créer en 1918 la Sociéta llva Altriforni et Acciaierie di Italia qui possède huit grandes aciéries italiennes.

### Entre deux-guerres
Au cours de l'Entre deux-guerres, la croissance mondiale de la sidérurgie entraine des investissements stoppés nets par le krach de 1929. À la fin de l'Entre deux-guerres, la Lorraine produit 37,7 millions de tonnes de minerai de fer, 94 % de l'extraction française et plus de la moitié des réserves européennes, une production très supérieure aux besoins de la sidérurgie française, mais voit ses débouchés en Allemagne concurrencés par la Suède, l'autre grand producteur européen.
Le gisement de minerai de fer de l'Ouest de la France, très disloqué, avec des strates redressées, rendant l'extraction difficile, a atteint, en 1937, 2,3 millions de tonnes, quinze fois moins que la Lorraine, dont 83 % pour la Normandie, car ses minerais sont appréciés pour les fontes de moulage et les aciers spéciaux.
Le gisement des Pyrénées-Orientales, au nord-ouest du Mont Canigou, en bancs étroits ou lentilles très disloquées, comporte de grandes difficultés d'extraction.

#### Le minerai algérien enfourné pour les aciers spéciaux d'Ugine
La montée en puissance des minerais de la Société de l'Ouenza est dopée à partir de 1921 par le raccordement du gisement, par la ligne électrifiée du chemin de fer Ouenza – Oued-Keberit, via un embranchement de 24 kilomètres à voie étroite à la Compagnie du chemin de fer Bône - Mokta - Saint Charles. Elle monte progressivement à une cadence de deux millions de tonnes par an, épuisant la partie la plus accessible d'une réserve de 120 millions de tonnes.
Les deux principaux clients de l'Ouenza étaient l'Angleterre et l'Allemagne, à parts égales, puis la France pour la fabrication d'aciers spéciaux à Ugine, livré via le port d'Annaba, où est bâti un quai de 400 mètres et des terre-pleins de stockage de 450 000 tonnes, détruits en décembre 1942 par les bombardements allemands, puis reconstruits sous la forme d'un ensemble définitif capable d'embarquer trois millions de tonnes par an, avec un parc de stockage d'un million de tonnes.
En 1925, au moment où la fabrication d'aciers spéciaux augmente fortement à Ugine, la société devint concessionnaire du gîte de fer de Bou-Khadra, situé à trente kilomètres plus au sud, et convoitée par sa voisine beaucoup plus ancienne, la Société Mokta El Hadid. La société était la dixième entreprise française par la capitalisation en 1949 et la première d'Algérie. Nationalisée en 1966, avec la création de la SONAREM (société nationale de la recherche te de l'exploitation minière), la mine sera vendue ensuite à l'entreprise ArcelorMittal.

#### Le retour de la Lorraine à la France
Le retour de l'Alsace-Lorraine à la France décidé par les traités terminant la Première Guerre mondiale se traduit par un doublement des capacités de production de la sidérurgie française, d'où un appel important aux mines de fer de Lorraine. Des entreprises comme la Compagnie des forges et aciéries de la marine et d'Homécourt récupèrent les usines construites par les Allemands. Avant la Première Guerre mondiale, les sidérurgistes allemands de la Moselle annexée étaient contraints d'acheter du minerai en France, d'une plus forte teneur dans le sud de la Lorraine, afin de rester compétitifs. Après la guerre, les coûts liés à cet écart sont croissants pour eux, car ils n'ont plus du tout accès aussi facilement au minerai lorrain. En 1922, chaque unité de fer en moins dans le minerai créé une dépense supplémentaire de coke de 30  à   40 kilos. La minette de Moselle, inférieure en teneur de 4 à 6 unités aux minerais de Meurthe-et-Moselle, conduit à consommer 1 500 kilos de coke à la tonne de fonte, alors qu'en 1913, en Meurthe-et-Moselle, on considérait comme normale une dépense de 1 000 kilos.
Après la guerre de 1914-18, des études de voies navigables ont été relancées. En 1928, le gouvernement français décide la création d'un canal (au gabarit de 250 tonnes) allant de Metz à Thionville. Commencé en 1929, il ouvre le 14 août 1932, pour exporter la minette lorraine vers la Ruhr, mais l'Allemagne a déjà choisi de s'approvisionner en minerais riches de Suède.
Pour répondre à la forte demande de main-d'œuvre, les mines de fer de Lorraine font appel aux travailleurs étrangers : Italiens, Belges et Polonais. Dès 1910, l'arrondissement de Thionville-Ouest a 88 000 habitants, dont 36 000 Lorrains, 27 000 originaires de diverses régions allemandes et 25 000 étrangers. L'arrivée de Lorrains allemands répand la langue allemande. La mécanisation du début des années 1920 fait diminuer les effectifs, malgré la hausse des volumes produits, sur fond d'arrivée des polonais. On comptait dans les mines 40 930 ouvriers en 1913 et en 1927 un dixième de moins, soit 37 973 ouvriers, dont 17589 Italiens et dont 11426 Italiens et 9160 Polonais. La production souffre plus du manque de logement que des difficultés d'écoulement. « En 1923, l'ingénieur en chef des mines estime qu'il faut construire 5000 nouveaux logements pour doubler la production des mines de Briey, à 20 millions de tonnes.
L'industrie métallurgique atteint son apogée entre 1924 et 1929 et l'extraction des mines de fer 48 millions de tonnes en 1930, avec toujours 37000 mineurs. La production d'acier dépasse d'un tiers celle de 1913. À Hagondange une nouvelle usine, la SAFE, se crée et des cokeries importantes émergent car le bassin houiller accueille deux sociétés nouvelles en 1928, qui construisent des puits à Faulquemont et à Folschviller. Prospecté vers le sud-ouest, il poursuit son développement lentement, avec 25 000 ouvriers mineurs, et atteint 6 millions de tonnes en 1938.
La crise qui éclate à partir de 1930 a ainsi moins affecté les charbonnages que les aciéries et mines. En trois ans, la production de minerai, fonte et acier a fondu de moitié et ne se relève légèrement après 1935.

#### Les avoirs allemands au Luxembourg rachetés par Théodore Laurent en 1920
L'industriel Théodore Laurent, qui était directeur depuis 1911 des Forges et aciéries de la Marine et d'Homécourt, est à l'initiative en 1919 du rachat de Rombas, réquisitionné par le gouvernement français et premier site industriel avec un total de 6 000 salariés dans ses usines, puis il anime le consortium qui reprend en 1920 les avoirs allemands au Luxembourg et participe à la création d'Hadir (hauts-fourneaux et aciéries de Differdange, Saint-lngbert et Rumelange), un consortium rassemblant trois pays: France 45 %, Belgique 45 %, Luxembourg 10 %.

#### Les Allemands se tournent vers le minerai suédois
La première réponse des industriels allemands à cette tension sur les approvisionnements dans l'Entre-deux-guerres consiste à se fournir de plus en plus en Suède, pays qui prend l'ascendant sur le marché mondial grâce à ses importantes mine de fer. Le souci de sécuriser l'accès au minerai de fer favorise une réorganisation de cette industrie qui donne naissance le premier avril 1926 aux "Vereinigte Stahlwerke AG", par la réunion de quatre groupes : Rhein- Elbe-Union, Phoenix, Thyssen, Reinstahl, avec pour objectif central de rationaliser la production et d'assurer 40 % de la capacité de fonte et usinage d'acier allemand. Les usines sont spécialisées par produits, les transports et les sous-produits utilisés en commun. C'est l'entreprise sidérurgique la plus puissante d'Europe et un modèle de plus en plus suivi par les sidérurgistes d'autres pays.
Au cours de l'année 1938, l'Allemagne a importé 22 millions de tonnes de minerai de fer et n'a extrait que 10 millions de tonnes de ses propres mines, d'un minerai de faible teneur qui a besoin d'être mélangé avec du minerai de haute qualité provenant d'autres pays. La Suède lui fournit alors, principalement via la société LKAB, 9 millions de tonnes, parmi lesquelles 7 millions de Kiruna et de Gällivare, en Laponie et 2 millions des mines du centre de la Suède dont l'importante mine de Dannemora, au nord-ouest de Stockholm.

#### Les minerais au cœur de l'échec de l'Entente internationale de l'acier
L'Entente internationale de l'Acier (EIA) a été créée le 30 septembre 1926, par un texte qui utilise le terme d'"Union économique européenne", après l’entrée de l’Allemagne dans la SDN. Dans la presse française, il est largement commenté. L'Humanité dénonce en particulier le retour de l’impérialisme allemand sur la scène internationale. 
Cette entente, voulue par Fritz Thyssen, président du Stahlwerksverband, et Emil Meyrich, principal industriel du Luxembourg et fondateur de l'Arbed (Aciéries réunies de Burbach-Eich-Dudelange) en 1911, avec le Belge Gaston Barbanson, a été précédée le 12 mars 1926 par une autre entre les fabricants de rails appelée IRMA (International Rail Makers Association). L'EIA fixait trimestriellement les quantités à produire dans chaque pays et prit sa dimension réellement mondiale en 1929, par un accord avec les entreprises américaines, britanniques et canadiennes, puis par la suite, par l'entrée en son sein des producteurs japonais et suédois.
Ce système était complété par des sanctions: chaque groupe national était déclaré responsable de la conformité de la production de son pays aux quotas et obligés de verser au cartel 4 dollars par tonne en excédent de son quota, même quand elle était le fait d'une entreprise non membre. L'une des premières décisions du cartel est en octobre 1926 la signature du contrat sur la fourniture du fer brut à l'Allemagne, assurant 10,5 % des besoins allemands, et réservant 7,46 % pour la Lorraine et 3,09 % pour le Luxembourg. Selon le Financial Times, ce cartel constituait une bonne façon d’absorber l’important excédent de minerai de fer lorrain.
L'EIA visait à assurer une visibilité à moyen terme à une sidérurgie en forte croissance, tirée par les demandes intérieures, mais marquée par des inégalités dans la taille des entreprises et l'accès aux ressources et aux voies navigables, afin de rendre ces différences complémentaires.
La quote-part allemande fut fixée au-dessous de la proportion des chiffres de production, tandis que la quote-part belge se trouvait au-dessus de cette proportion, solution adoptée pour des raisons politiques. Les quotas avaient pour but la conservation de toute la capacité de production existante, y compris les ateliers marginaux, garantissant à ces derniers l'existence et la rentabilité.
De septembre à décembre 1926, l’Allemagne, particulièrement productive après la restructuration de sa sidérurgie et le retour à la stabilité monétaire depuis la fin 1924, a systématiquement dépassé son quota de 9 à 25 % et dû payer 2,7 millions de dollars de pénalités. Dès le début de l’année 1927, une partie des industriels allemands de l'acier proteste contre les quotas, trop peu élevés.

#### Des équilibres désorganisés après 1929 et 1933
Le Cartel de l'EIA contrôle un tiers de la production mondiale, dans un marché en croissance tiré par les demandes intérieures de chaque pays mais se heurte à la diminution des prix à la suite du changement brusque de la conjoncture en 1929, certains autres producteurs importants (Grande-Bretagne, États-Unis) étant à partir de ce moment-là beaucoup plus orientés vers les marchés étrangers, tendance également à l'œuvre chez un membre important du cartel, l'Allemagne, qui subit un premier choc financier dès 1927.
Après 1933, l'Allemagne nazie se tourne de plus en plus vers la sidérurgie pour l’armement, via l'acier Martin-Siemens qui ne tolère qu’une très faible teneur en phosphore, et choisit d'importer encore plus de minerai de fer de Suède car le minerai de Lorraine a une teneur en phosphore qui ne permet pas, à cette époque, de produire de l’acier Martin. De plus, cette diversification allait aussi dans le sens des intérêts diplomatiques.

### Seconde Guerre mondiale
Les importations depuis la Scandinavie neutre, ont pris une importance cruciale au cours de la Seconde Guerre mondiale. L'Allemagne a conservé ses approvisionnements, à hauteur de 3 millions de tonnes par an, venues de Norvège et du Luxembourg neutres, mais en même temps perdu 10 millions de tonnes en provenance de Lorraine, et de gros tonnages en provenance du Protectorat du Maroc et d'Espagne.

#### Le minerai suédois très disputé
Au cours de la Seconde Guerre mondiale, les Alliés et le Troisième Reich se disputent le district minier du nord de la Suède, autour des villes minières de Gällivare et Kiruna.
L'importance de cette question s'est accrue après que d'autres sources d'approvisionnement de l'Allemagne ont été coupées par le blocus maritime britannique pendant la bataille de l'Atlantique.
Le accord naval anglo-allemand de 1935, avait mis en difficulté la Suède et sa longue politique de neutralité, car la Grande-Bretagne avait accepté de retirer complètement sa marine de la mer Baltique, où l'Allemagne devient peu à peu la puissance dominante. Les Anglais ont ensuite repris l'ascendant sur cette zone, mais au cours des mois d'hiver du début de la guerre, l'Allemagne a décidé de transporter la majorité de son minerai sur un itinéraire, en direction du sud, le long de la côte, très découpée, de la Norvège occidentale depuis Narvik. Par ailleurs, au cours des neuf premiers mois de la guerre un grand nombre de navires neutres ont été coulés par les sous-marines allemands, pour contrer le Royaume-Uni dans son blocus maritime.
Le projet franco-anglais de soutien à la Finlande dans la guerre d'Hiver, ainsi que l'occupation allemande du Danemark et de la Norvège (Opération Weserübung) ont été dans une large mesure motivés par la volonté d'empêcher l'accès à l'ennemi au fer, élément majeur pour la production d'acier, et essentiel en période de guerre.
Winston Churchill, alors premier lord de l'Amirauté, était particulièrement préoccupé par les exportations suédoises de minerai de fer en Allemagne, et a poussé le gouvernement britannique à prendre des mesures militaires pour mettre fin à ce commerce. Depuis le début de la guerre, Churchill tentait de convaincre ses collègues du Cabinet d'envoyer une flotte britannique dans la mer Baltique pour arrêter les navires en route vers l'Allemagne depuis les deux ports exportant le minerai de fer suédois, Luleå et Oxelösund. Le projet a été appelé "Opération Catherine" et a été planifiée par l'amiral de la flotte William Boyle. Cependant, des événements ont devancé ce projet et il a été annulé. Plus tard, lorsque les ports baltes ont gelé et les Allemands ont commencé à expédier le minerai de fer par le port norvégien de Narvik, Churchill a poussé pour que la Royal Navy mine la côte ouest de la Norvège afin d'empêcher les Allemands de naviguer à l'intérieur des eaux territoriales neutres et d'échapper aux mesures de contrôle alliées.

#### Alexis Aron, réfugié en Italie, prépare la reconstruction
L'occupation allemande de la France cause aussi des bouleversements, car en zone annexée, par exemple comme Alsace-Lorraine, partout, les usines en fonctionnement travaillent pour l'Allemagne soit dans le cadre d'une gestion directe, soit dans celui de commandes placées sous contrôle. Les patrons et les ingénieurs sont expulsés. Les juifs de la sidérurgie sont victimes des mesures d'aryanisation. Parmi eux, Alexis Aron, ancien dirigeant des Forges et Aciéries du Nord et de l'Est, réfugié dans les Alpes, rédige en 1943 des projets pour la future sidérurgie européenne: des documents décrivant une paix fondée sur la réconciliation, s'inspirant essentiellement de l'expérience de l'Entente internationale de l'Acier qu'Alexis Aron, propose de rebâtir en modifiant certains aspects. Son plan est très proche de celui élaboré par Pierre Mendès France, mais il sera en butte à l'opposition de plusieurs patrons du secteur qui y voient un premier pas vers la nationalisation, solution retenue en Angleterre, pays où la filière acier ne dispose, pas contrairement à la France, de mines de fer importantes. Alexis Aron sera à la Libération chargé par le gouvernement provisoire de préparer un premier plan de sauvetage et de reconstruction pour la sidérurgie française, en tant que commissaire de l’office professionnel de la sidérurgie (mars 1945-juin 1946).

### L'immédiat après-guerre
Le marché du minerai de fer profite d'une première montée en puissance de 1944 à 1949, dans l'immédiat après-guerre, car la reconstruction stimule la demande, tandis que les acheteurs sont moins cartellisés. Le Royaume Uni a connu une croissance continue pendant le conflit et doublé en 1950 sa production de 1929, ce qui tire vers le haut les prix du minerai, tandis que l'Allemagne subit des réformes importantes. Pierre Mendès France écrit en mars 1945 l'un des principaux but de guerre en France est de… transférer une partie de la puissance sidérurgique de la Ruhr vers la Lorraine . Alors qu'en 1938, les 6 grands « Konzern » allemands produisaient 72,7 % de l'acier allemand, la Vereinigte Stahlwerke est remplacée par 13 sociétés, dont la production d'acier oscille entre 2,5 et 3 millions de tonnes, car en 1948, est promulguée une loi de l'administration anglo-américaine en ce sens, reprise par la loi 27 de « déconcentration » en mai 1950, veillant à séparer aussi les différentes activités. Friedrich Krupp est séparé de ses charbonnages. Parmi eux, l'August Thyssen Hutte et la Dortmund Hôrder Hütteunion.
Le marché du minerai de fer est aussi stimulé par le boum coréen du début des années 1950, qui éclate au moment où commencent les négociations entre les six pays (juin 1950) fondateurs de la future CECA. Il poursuit son envolée. Pendant la guerre de Corée, les grosses commandes d'acier — surtout d'origine américaine — font disparaître les quelques difficultés passagères d'écoulement de la production sidérurgique. Les anciennes solidarités commerciales franco-allemandes entre le coke de la Ruhr et la minette lorraine, qui datent d'avant la Première Guerre mondiale et d'après, sont au cœur de la déclaration jugée fondatrice de la CECA, du ministre français des Affaires étrangères Robert Schuman (1886- 1963), le 9 mai 1950. Ces références suscitent cependant l'inquiétude et l'opposition de certains patrons de la sidérurgie française, en particulier ceux qui sont moins bien situés par rapport à ces anciennes relations commerciales.

#### Une géographie des mines de fer à repenser
L'après-guerre est marquée par une réflexion sur la géographie des mines de fer, d'abord en Angleterre puis en Allemagne et en France, et un choix peu à peu confirmé au cours des années 1950, la large ouverture des marchés du minerai qui en découle. Pour en bénéficier, les minerais de fer riches en fer sont alors de plus en plus recherchés, grâce aux progrès dans les moyens de transport, ferroviaires avec l'électrification, et maritimes avec l'apparition du concept de vraquier géant, dont la taille augmente sensiblement au cours des années 1950, car, comme pour les pétroliers, ils procurent des économies d'échelle.
En dessous de 30 % de fer, les minerais de fer sont considérés comme pauvres et au-dessus de 60 %, comme riches. Ces derniers sont relativement rares et en voie d'épuisement rapide : 
- Mine de Kiruna en Suède,
- Gisement de Mesabi Range près du lac Supérieur américain,
- Minas Gerais au Brésil,
- Krivoï Rog en Ukraine, qui deviendra la principale région de minerai de fer d'Europe orientale, alimentant un haut fourneau implanté en 1931.

En 1938, la production de fonte française représentait 8 % de la production mondiale, celle d'acier 7 %. Mais l'hexagone avait 7 milliards de tonnes environ de réserves de minerai, soit plus de la moitié des réserves européennes. Par contre, la France doit se procurer à l'étranger les minerais non ferreux nécessaires aux aciers fins et spéciaux : chrome et surtout manganèse, importé de l'URSS par Dunkerque avant que ce port ne soit détruit par la guerre. Il faut aussi compter avec la métallurgie des États-Unis qui a souffert dans les années 1930 mais représentait en 1929 environ 49 % de l'acier mondial.

#### Le déclin anglais force le pays à réformer ses sources de minerai
Le Royaume-Uni avait connu un développement plus précoce que les autres pays industriels grâce à multiplicité des petits gisements de minerai et de houille de bonne qualité mais son poids sur le marché mondial décline dans la seconde moitié du XIXe siècle, et plus encore après la Première Guerre mondiale en raison de l'épuisement de certaines ressources de base et de leur dispersion. D'où la préparation de réformes au cours de la Seconde Guerre mondiale. Sur le plan national, un « Steel development plan » de 1946 prévoit donc de concentrer l'extraction sur les minerais anglais les plus abondants, même s'ils sont de faible teneur, mais aussi d'importation de plus de minerais riches de Suède, Norvège, Afrique du Nord, Canada, Venezuela, en recourant à la localisation littorale des usines et l'amélioration des transports, au détriment de nombre d'usines non rentables ou mal placées.

#### Les profils excédentaires ou déficitaires en minerai
En 1960, les pays dits "sous-développés" détiennent 60 % du minerai connu sur la Terre mais seulement 6 % de la houille, dont une faible fraction cokéfiable. L'Amérique latine est tout particulièrement riche en fer mais très pauvre en houille. Seuls le Mexique, le Venezuela, le Brésil et le Chili ont des ressources naturelles permettant une production de ces matières premières à des coûts compétitifs par rapport aux prix d'importation.
Une capacité exportatrice émerge aussi en Afrique, continent qui possède en abondance de bons minerais qui sont exportés depuis longtemps de l'Algérie, plus récemment du Maroc et de l'Afrique Occidentale, tandis que l'Afrique Australe dispose aussi de bons minerais.
Autre grand exportateur potentiel, l'Australie, suffisamment pourvue de minerai (les Iron Ranges de l'Australie du Sud) et de charbon (Newcastle en Nouvelle- Galles du Sud), mais venue tardivement à la sidérurgie avec une première grande usine qui date de 1915 alors que l'exportation de son minerai est facilité par sa position relativement proche de la mer.
Le Japon a au contraire édifié une puissante sidérurgie moderne sur de très médiocres ressources naturelles, à des fins essentiellement politiques et militaires et doit importer à peu près toutes ses matières premières sidérurgiques. Le minerai se présente par petits dépôts dispersés, en si faible quantité qu'on a exploité intensément les sables ferrugineux des plages. Après la défaite de 1945, les approvisionnements extérieurs étant coupés, la production d'acier japonais tombe, en 1950, à 4,8 millions de tonnes avant de remonter rapidement à 12,6 millions de tonnes en 1957.
Ce déséquilibre accélère la réflexion industrielle et géopolitique sur le fait que les plus gros pays consommateurs ne sont pas les mieux pourvus et que les réserves mondiales ne sont pas inépuisables : il faut que les réserves permettent d'assurer l'approvisionnement pendant un quart de siècle au moins, la durée de vie prévisible d'une entreprise moderne.

#### Nouvelles technologies de la mine et cokéfaction en Lorraine
Après 1945, les frais de transports ferroviaires renchérissent le coût des matières premières, allant de 20 à 120 % du prix de base. En 1951, les « Actualités Lorraines » démontrent la nécessité et l'urgence de procéder à la canalisation - à grand gabarit - de la Moselle de Coblence à Thionville (270 km). La convention pour cette réalisation sera signée seulement 5 ans après le 27 août 1956 par les trois pays partenaires concernés : France, Allemagne et Luxembourg. Cette convention a des opposants. Quelques années plus tôt, le président de la Chambre de la sidérurgie allemande avait déclaré : « Nous ne sommes pas pressés de donner notre autorisation pour la canalisation de la Moselle", avant d'ajouter : « Pourquoi voulez-vous que nous donnions une arme à notre concurrente ? ». La Ruhr voulait ainsi conserver son avantage résultant du Rhin et du réseau de canaux à grand gabarit. Cette opposition va retarder à 1964 l'ouverture de la Moselle canalisée. Elle est d'autant plus forte que l'acier lorrain est au tournant des années 1950 capable d'utiliser du charbon local sous forme de coke, en quantité beaucoup plus importante et que le coût du minerai a été abaissé par la mécanisation.
Les années 1948-49 voient en effet arriver les puissantes foreuses Jumbos-Joy américaines, dans des mines exploitées presque manuellement à la veille de la guerre. Les rendements par homme et par poste quadruplent en 13 ans. Dès 1951, la production de minerai, négligée pendant la guerre, dépasse celle de 1938 et continue de progresser. Cependant, avec l'abattage très rapide et le chargement mécanique, le minerai devient un mélange hétérogène de gros blocs et de poussière fine. Les premiers sont plus pauvres en fer à cause de la gangue tandis que les poussières plus riches partent en gaz, causant une diminution du rendement du lit de fusion et donc une augmentation du prix de revient de la fonte pour les clients sarrois et belges. Pour pallier cela la Lorraine réalise l'agglomération du minerai sur chaîne, qui nécessite de gros investissements et qui prend du retard dans les années 1950, sur fond de blocage du dossier de la Moselle canalisée. De plus, en 1953, le service minerais de l'Irsid a achevé sa mission sur le minerai de fer lorrain et estime que les possibilités d’enrichissement sont médiocres. Malgré cela, 57 sièges sont en activité en 1955, produisant 47 millions de tonnes, dont 20 sièges extrayant plus d'un million de tonnes, faisant 60 % du total. Un quart, soit 14, de ces sièges se trouvaient dans le bassin de Briey, les 6 autres en Moselle. La production est passée de 12 millions de tonnes en 1900, à 41 en 1913, 48 en 1929, 54 millions en 1959.
Les mines de charbon lorraines aussi sont équipées d'un matériel moderne, leur production dépasse 12 millions de tonnes en 1952, le double de 1938, ce qui en fait "la révélation de cet après-guerre". De plus, le charbon lorrain devient enfin correctement cokéifiable, grâce aux avancées technologiques du début des années 1950.
L'innovation est tous azimuts. Dès 1948, est mis au point à Carling le procédé cokéification, avec 10 % de poussier de coke humidifié, des charbons d'appoint, un pilonnage prolongé et le réchauffement par les gaz de four. Deux autres procédés sont mis au point à Thionville et Marienau, petit village près de Forbach, qui devient la plus puissante cokerie de France: deux tranches de travaux, en 1955 avec 84 fours et en 1958, avec 74 fours, dopent la capacité totale d'enfournement à 3,8 millions de tonnes par jour. La forêt de Carling est défrichée pour bâtir la centrale thermique de Richemont, mise en service, en 1954, qui valorise le gaz de haut fourneau produit par la trentaine de hauts fourneaux des usines sidérurgiques des vallées de la Fensch et de l'Orne, grâce à son gazomètre, qui optimise l'utilisation du gaz entre les différentes usines. La plus grande centrale thermique de France, utilisant le gaz des cokeries, également acheminé à Paris par une conduite de 350 kilomètres partant de la cokerie de Carling, qui alimente aussi une immense usine fabriquant des engrais ammoniacaux. La population lorraine a augmenté de 23,70 % entre 1946 et 1954, le plus fort pourcentage d'augmentation de France. Le 26 juin 1961,Paris Match titre : « La Lorraine : le Texas français ».

#### Les aménagements industriels concurrents au commerce du minerai
Les procédés de traitement du minerai de fer et leur rentabilité diffèrent selon la présence d'éléments accessoires dans le minerai, même en petites quantités, ou nuisibles (phosphore et surtout soufre), ou bénéfiques (manganèse, titane), ainsi que leurs proportions de silice et d'alumine, de chaux et de magnésie.
La qualité du charbon à coke peut être améliorée par des mélanges et des traitements spéciaux, comme en Lorraine. Dans d'autres cas, le haut fourneau ne donne plus du fer liquide, mais une masse pâteuse, convertie plus tard, en acier à l'affinage, comme dans beaucoup de pays peu industrialisés. Les minerais pauvres peuvent, pour leur part, être enrichis par broyage et triage électromagnétique : c'est le cas aux États-Unis pour un tiers de l'extraction.
Des pays à peu près dépourvus de houille et de minerai importent assez de ferraille pour couvrir largement leurs besoins mais s'exposent à un goulot d'étranglement en cas de tensions politiques, qui peuvent le fermer brusquement.

### Les années 1950 et 1960

#### Le boom de la production canadienne de minerai de fer en 1954-1955
Le développement de la production canadienne de minerai de fer, qui monte à 15 millions de tonnes en 1955 contre quasiment rien avant la Seconde Guerre mondiale et seulement 5,9 millions en 1953, accompagne l'épuisement de l'énorme gisement du lac Supérieur aux États-Unis. À la fin des années 1950, elle est exportée à 90 %, surtout vers les États-Unis.
Le plus grand des gisements du Canada est au Labrador, Knob Lake, contrôlé par un groupement de sidérurgistes américains, qui a fourni en 1955 près de 8,5 millions de tonnes de minerai grâce à la construction d'une voie ferrée de 480 km, partant de la rive du Saint-Laurent, à Sept-Iles, commencée en 1950 et achevée en 1954, qui permet le débit de 7 à 8 trains par jour en été, composés de 125 wagons, ensuite chargés sur un bateau de 20 000 tonnes en quatre ou cinq heures.
Deux autres gisements du Labrador seront mis en valeur par entente entre sociétés canadiennes et américaines : celui de la baie de l'Ungava et celui du mont Wright, à 50 km de la voie ferrée, acquis par un consortium de Pennsylvanie. Le gisement de Michipicooten (Ontario), au bord oriental du lac Supérieur fut repris pendant la dernière guerre mondiale, avec une exploitation à ciel ouvert, mais aussi une veine très riche à 300 m de profondeur, par la deuxième société sidérurgique canadienne, Algoma Steel Corporation.
Le gisement de Steep Rook aussi en Ontario, mais à l'ouest du lac Supérieur, sous un lac, ce qui exige des travaux importants et coûteux, a été équipé également pendant la Seconde Guerre mondiale et les hauts cours du minerai de fer.

#### Les minerais de la «sphère communiste», Chine et Russie
Au cours de la seconde moitié du XXe siècle, l'Union soviétique, les "Républiques Populaires" d'Europe et la Chine ont souhaité vigoureusement stimuler leur sidérurgie, considérée comme l'une des bases de la construction d'une industrie socialiste diversifiée. Mais les ressources en matières premières ne furent pas à la mesure des projets.
En Chine, les minerais sont encore, au milieu du XXe siècle, dispersés et souvent de qualité médiocre. Le principal centre sidérurgique moderne, fondé par les Japonais, est développé par les communistes, en Mandchourie, à Anshan, sur un gisement de minerai, tandis que le Chansi a du bon coke, et le Hopeh voisin de nombreux gisements de minerai.
La Pologne a la houille de Haute-Silésie, abondante mais de médiocre qualité, et doit importer les minerais de fer, de Krivoï-Rog, en Ukraine. En Tchécoslovaquie, la sidérurgie s'est repliée en partie sur le bassin houiller de Moravie, notamment à Moravská Ostrava, après l'assèchement des capitaux allemands, autrichiens ou français.
Les plans quinquennaux successifs ont porté l'URSS au second rang de l'acier dans le monde, après les États-Unis, grâce à la prospection des ressources minérales de l'Union soviétique tout entière, et malgré les grandes distances qui séparent les minerais de la houille, mais aussi les usines des principaux centres de consommation.
La valorisation du sous-sol ferreux de l'Union soviétique a lieu en particulier en Sibérie centrale et orientale. Sur les minerais de l'Oural méridional naissent après-guerre les usines géantes de Magnitogorsk, Tcheliabinsk, tandis qu'en Sibérie centrale, à 1 900 km plus à l'est, le riche gisement houiller de Kouznetsk, le « Kouzbas », héberge les usines de Stalinsk.

#### L'ouverture des grands gisements africains
Dès 1949, Henri Malcor, président de l’Institut de Recherches de la Sidérurgie Française (Irsid), proposa à Lucien Coche de prendre la direction d’un nouveau service minerais, qui demande à installer en Lorraine une station d’essais à Maizières-lès-Metz.
- en 1948, des recherches sont entreprises à Fort-Gouraud[60] et en 1950 est constituée la Société Française d'Exploitation Minière[60]. En 1952, grâce au caractère encourageant des prospections[60], la « Société des Mines de fer de Mauritanie » (Miferma) est constituée[61] Son capital est à 50 % français, à la demande de Paris[60], environ la moitié des actions appartenant à 4 sidérurgistes européens[62], parmi lesquels Usinor et British Steel (15 % anglais), le prospecteur canadien Frobisher prenant 34%[63]. Il sera remanié en 1956, des groupes étrangers nouveaux s'y intéressant[61], au moment où des "études en cours sur la réduction des minerais de fer par le gaz naturel" doivent permettre une "grande valorisation" de ces gisements[61], puis augmenté de 1,24 milliard de francs CFA en 1958[63].

Frobisher Limited cédera ses parts à la Banque Rothschild dès mars 1957. Les investisseurs sont freinés par la pénurie d'eau, les problèmes de frontière avec le Maros, qui risquent d'alourdir les frais d'évacuation. Il faut construire de toutes pièces un chemin de fer de 650 km, un port minéralier et deux cités pour accueillir le personnel.
- en 1952 aussi, le gisement de Gara Djebilet est lui découvert dans le désert algérien, à 130 km au sud de Tindouf [61]. Certaines zones, repérées, contiennent 175  à   200 millions de tonnes de minerai à 56-57 % de fer, exploitables à ciel ouvert[64]. En 1953, le service minerais de l'Irsid a achevé sa mission[57] sur le minerai de fer lorrain et estime que les possibilités d’enrichissement sont médiocres. En août 1953, Lucien Coche quitte l'IRSID pour devenir directeur adjoint de la SGEI [65] et diriger un grand projet d'études à Gara Djebilet[57], où il implante des équipes de spécialistes étudiant, là aussi, l'exploitation minière, la construction de voie ferrée, port artificiel, cités d'hébergement des mineurs et ouvrages spécialisés[57]. De nombreux travaux de recherche et d’études sont effectués en même temps par le BRMA (Bureau de recherche minière algérien) au cours de cette même année en 1953[66],[64].

Les minerais nationaux représentaient en 1953 dans la sidérurgie française 98,8 % de l'approvisionnement français mais à partir de 1957 le recours au minerai «exotique» ou suédois, par des allemands, belges ou français, contraindra la Lorraine à mécaniser la taille et le transport du minerai, tout en réduisant le nombre de puits.

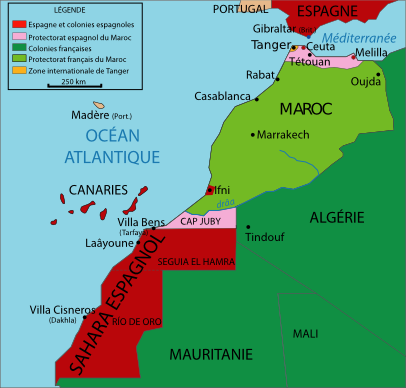
Le Rio de Oro durant la colonisation espagnole

En juillet 1956, un statut du Sahara est rédigé puis déposé en août 1956 au Parlement français et enfin voté le 29 décembre 1956, avec un « Ministère du Sahara » créé en juillet 1957. Des conversations ont lieu en août 1957 entre Paris et Madrid pour envisager une production de six millions de tonnes par an à Fort-Gouraud, avec la participation des Espagnols à l'exploitation et un passage sur le Territoire espagnol de Rio de Oro. La Banque internationale pour la reconstruction et le développement (BIRD) annonce une étude en vue d'accorder un prêt important, mais de précédentes négociations similaires ont échoué en 1952 et 1954.
En février 1957, un Comité international d'études sur Gara Djebilet réunit les sidérurgistes allemands, belges, luxembourgeois, italiens et français, examiner les aspects techniques et commerciaux de l'exploitation éventuelle du gisement. L’éloignement du port algérien le plus proche, Ghazaouet, à 1 500 km, hypothèque lourdement la rentabilité du gisement.

#### Le2ePlan français (54-57), soutien aux mines de fer lorraines
Les Alliés ayant exigé de l'Allemagne vaincue, sans obtenir entière satisfaction, le démembrement de la Ruhr, six gouvernements s'engagent à abaisser graduellement leurs barrières douanières, via la création en 1952-1953 de la CECA.
Le patronat obtient lors du  2e plan (1954-1957) ou plan Hirsch des décisions importantes en matière de transport, notamment l'électrification en priorité de la ligne Valenciennes-Thionville  pour alimenter à meilleur coût en minerai de fer lorrain les hauts fourneaux du Nord de la France, qu'il faut rassurer, sur fond de projet de construction d'une nouvelle usine à Dunkerque, important du minerai moins cher. Il mène aussi une longue bataille contre la SNCF, les chemins de fer allemands et le port de Strasbourg pour obtenir la canalisation de la Moselle, qui doit améliorer les ventes de minerai lorrain. Les traités la concernant, avec le rattachement de la Sarre à l'Allemagne, sont signés dès le 27 octobre 1956, mais les travaux débutent beaucoup plus tard, lors du  4e plan (1962-1965).
La mise à grand gabarit du canal Dunkerque-Valenciennes sera ainsi retardée par cette électrification, qui la concurrence, au profit du fer lorrain. Elle débute seulement en 1959 et n'accélère qu'au début des années 1960 pour s'achever en 1967. L'arrêt des aciéries de Valenciennes en 1977 et de Denain annoncé pour 1979 a réduit à néant son intérêt, à peine dix ans après son achèvement.
Lors de la restructuration de Denain des années 1970, Usinor décidera que son laminoir sera modernisé, pour compléter ceux du littorial et qu'il recevra les brames d'acier par le canal Dunkerque-Valenciennes, qui avait été mis inutilement à grand gabarit, puisque le minerai d'Outre-Mer ne viendra plus à Denain.

#### L'Europe du Nord importe de nouveaux minerais
Plusieurs grands ports de l'Europe du Nord, en France, en Belgique et aux Pays-Bas, obtiennent un grand succès dans les années 1960, grâce à des bassins creusés à grande échelle, qui permettent importer de nouveaux minerais en provenance d'Afrique, plus compétitifs car plus riches en fer, qui sont directement enfournés sur des usines construites à même le terminal minéralier du port.
Le centre sidérurgique qui a ainsi ouvert à Dunkerque en 1962 est un projet commun de trois entreprises implantées dans le Nord, Usinor et sa grande usine de Denain, la forges de la Marine, déjà présent à Dunkerque via son Usine de Dunes de Leffrinckoucke, et la Compagnie des forges de Châtillon-Commentry et Neuves-Maisons, et son usine d'aciers à four électrique d'Isbergues (centre du Pas-de-Calais) et son laminoir à Biache-Saint-Vaast (Nord), entre Arras et Douai. La nouvelle usine s'est ainsi appuyée sur la création d'un bassin miněralier gagné sur la mer, creusé à partir de 1958, et séparé par une digue-talus de trois kilomètres, la "digue du Brack", qui est ensuite utilisée aussi à vocation touristique.
L'usine Usinor de Dunkerque, ainsi que celles de Valenciennes, Anzin, et de Louvroil vont parvenir assez tôt à utiliser ce minerai plus compétitif: les minerais nationaux représentaient 98,8 % de l'approvisionnement sidérurgique français en 1953 et 93 % en 1963, mais plus que 75 % en 1973, tandis que pour les charbons et cokes, 46 % sont importés en 1953 et 49 % en 1963, puis 58 % en 1973.
La minette lorraine est jugée par les industriels de plus en plus chère, compte tenu de sa baisse de teneur en fer: alors que le coût de transport du minerai lorrain (29 % de fer) amené par trains de 1 800 tonnes sur 250 km à Denain revient à 11 francs la tonne, il n'est que de 8 francs pour le minerai suédois (60 % de fer) amené par minéralier de 25 à 30 000 tonnes de Narvik à Dunkerque, et de 12 francs pour le minerai maurétanien amené sur 3 500 km de Fort-Gouraud : le coût légèrement plus élevé est largement compensé par la haute teneur (68 % de teneur en fer, plus de deux fois plus que celui de Lorraine).

#### La Moselle canalisée en 1964, fiasco financier mais baisse des coûts
Au cours du  4e plan (1962-1965), période exemplaire de l'histoire de la planification française, grâce à la personnalité du nouveau commissaire général du Plan, Pierre Massé, approuvé par la loi du 4 août 1962, les travaux pour la mise au gabarit de 1 350 t du canal Valenciennes-Dunkerque seront commencés et la Moselle canalisée jusqu'à Frouard.
L’année 1964 voit l’ouverture de la Moselle canalisée de Metz à Coblence, essentiellement prévue pour diminuer les coûts d’expédition du minerai de fer lorrain vers la Sarre et la Ruhr, ainsi que les coûts d’acheminement du coke allemand vers la Lorraine. La canalisation de Coblence à Thionville a coûté 770 millions de marks, dont 518 à la charge de la France, plus des concessions à l’Allemagne sur le statut de la Sarre, pour une rentabilité finalement décevante, car les sociétés sidérurgiques d’Allemagne réduisent depuis 1961, d’année en année, leurs achats de minerai de fer lorrain, d'autant que cette mise à grand gabarit de la Moselle a rendu moins chère l’importation du minerai à forte teneur à partir d’Anvers, via l'Escaut.
Dès l’ouverture de la Moselle canalisée de Metz à Coblence, les chemins de fer allemands baissent leurs tarifs de 30 % pour conserver le transport du minerai lorrain, ce qui se produit. La SNCF fait de même pour conserver le trafic Dunkerque-Lorraine. Finalement, la voie d’eau interviendra peu dans l’approvisionnement et les expéditions de la sidérurgie alors qu'elle devait en assurer la rentabilité.

### La crise en Suède au milieu des années 1970
La sidérurgie française bénéficie jusqu'en 1960 d'un atout considérable : le minerai de fer lorrain, facilement exploitable, quasiment à la porte de nombreuses usines, les deux tiers étant sur place en Lorraine, alors que les autres sidérurgies paient des coûts de transports importants, notamment le fret maritime, alors encore élevé.
L'effondrement de la production sidérurgique a entraîné, au milieu des années 1970 et dans le sillage du Premier choc pétrolier, la chute de l'extraction du minerai dans le Monde : - 5 % entre 1974 et 1977. La crise est encore beaucoup plus grave en France: les livraisons des mines de fer baissent de -45,3 % entre les mêmes dates, pour une baisse de production de l'acier français de seulement 16%. Par contre, de 1974 à 1977, les tonnages de minerai importé n'ont que faiblement baissé : de 16,4 à 15,6 Mt. En poids de fer contenu, le minerai importé représente maintenant 54,8 % de l'approvisionnement des usines
Après la chute de 1961 à 1967, dans un marché ralenti, la production des mines de fer françaises avait réussi à se stabiliser, de 1968 à 1974, autour de 55 millions de tonnes par an, dont l'essentiel en Lorraine, avec 52 millions de tonnes par an. Les mines de fer françaises avaient en particulier réussi à stabiliser leurs débouchés, en France et à l'étranger, grâce à la croissance repartie dès le milieu des années 1960, même si tonnages de minerai importés n'ont cessé de croître, de 5 millions de tonnes par an en 1968 à 16,4 millions de tonnes par an en 1974, surtout pour alimenter Dunkerque, la sidérurgie fine, puis Fos sur Mer.
À partir de 1974, les hauts-fourneaux récents de Dunkerque et Fos, alimentés exclusivement en minerai étranger, résistent à la crise, mais les usines, alimentées en minerai français, les plus anciennes, subissent une guerre commerciale. La production des usines suédoises a baissé de deux tiers crise depuis 1974. Avec l'aide de l'État suédois, elles font pression auprès des sidérurgies équipées pour traiter les minerais phosphoreux, c'est-à-dire les clients habituels des mines lorraines, en baissant de 20 %, en quelques années, leurs prix rendus usines.
De plus, les fourneaux de Dunkerque et Fos sur Mer, conçus pour fondre du minerai hématite d'Outre-Mer, ne peuvent recevoir du minerai lorrain, beaucoup plus difficile d'usage, sachant que le transport par rail serait, de surcroit, plus élevé que celui transport maritime sur 6 000 km. Les sidérurgies belge et sarroise traditionnellement clientes des mines lorraines se reconvertissent elles aussi, à leur tour, au minerai hématite, ou préfèrent, pour leurs installations traditionnelles, le minerai phosphoreux suédois, qui profite du réseau fluvial d'Anvers et puis de la Sarre canalisée et de baisses des prix encouragées par l'État suédois. En 1977, pas une tonne de minerai lorrain n'est fondue dans les hauts fourneaux du nord, contre encore un million de tonnes en 1971 et même les usines lorraines utilisent de plus en plus du minerai riche importé comme appoint au minerai lorrain pour « doper » les hauts fourneaux.
L'extraction de minerai de fer en Suède a dépassé les 36 millions de tonnes en 1973 mais ne retrouvera jamais ce niveau, malgré un rebond à partir de 1985, après être tombée en 1983 à sa valeur la plus basse (13,8 millions de tonnes), une quasi division par trois en une petite décennie, selon les données de CLIO Infra, un projet de recherche néerlandais visant l'agrégation des bases de données. Dans un document publié en 2013, le ministère de l’Entreprise et de l’Innovation de la Suède, premier État minier de l’Union européenne, estime sa production de minerais à 70 millions de tonnes, et prévoit 120 millions de tonnes en 2020.

## LeXXIesiècle

### L'approvisionnement dans les années 2000
À partir de l'année 2004, les experts et certains chefs d'entreprise comme Guy Dollé, alors patron d'Arcelor, pointent le risque de pénurie à long terme pour le minerai de fer et un problème du sous-investissement dans le fret maritime pour l'acheminer vers les aciéries. Le contrôle des approvisionnements a motivé la fusion à 147 milliards de dollars annoncée en 2008 entre l'empire minier BHP Billiton et son rival Rio Tinto, alors que la moitié du minerai de fer est exportée — par mer — par les grands groupes miniers, l'autre étant produit localement par les pays utilisateurs. Depuis, les capacités de production ont progressé. La production mondiale de minerai de fer a atteint 3 320 millions de tonnes en 2015, soit une légère diminution par rapport à 2014 (3 420 millions de tonnes).
Les principaux pays producteurs de minerai de fer:

#### L'ascension régulière de la Chine, de l'Australie et du Brésil
La Chine, l'Australie et Brésil étaient les trois premiers producteurs mondiaux de minerai de fer, assurant à eux trois près quatre-cinquièmes extraits dans le monde. La production mondiale de minerai de fer prend place sur l’ensemble des continents, dans 48 pays. Mais l'Europe berceau de l'extraction de ce minerai pendant les siècles précédents, est en 2013 quasiment exclue du palmarès des plus grands pays producteurs de minerai de fer en tonnes, où la Chine (47%), l’Australie (20%), le Brésil (10%), l’Inde (5%) et la Russie (3%) sont en tête. L’Ukraine, l'Afrique du Sud et les États-Unis occupaient les sixième, septième et huitième places, et le Canada se classait neuvième avec une production de 40 millions de tonnes en 2013.
Le palmarès en tonnage brut est dominé par la Chine mais la faible teneur en fer du minerai chinois augmente les coûts de sa transformation et rend les comparaisons difficiles. La teneur moyenne en fer du minerai de fer chinois, quasiment pas exporté, est en effet évaluée en moyenne entre 30 % et 40 %, comparativement à 62 % pour le minerai de fer australien, ou 65 % pour celui du Brésil et de l’Inde. De plus, le coût du minerai de fer de Chine est renchéri par l’éloignement des principaux gisements de fer chinois, concentrés au Nord et à l’Ouest dans les régions de Beijing, de Benxi, dans les provinces du Sichuan, d’Anhui et en Mongolie-Intérieure. Ces distances obligent la Chine à se tourner vers les importations, qui répondaient à 40 % de sa demande en 2012. Mais les entreprises chinoises n’ont commencé à investir dans des projets de minerai de fer outre-mer qu’à partir de 2005.
Depuis les années 2000, l'Australie avait vu son extraction monter en flèche en réponse aux demandes d'importations chinoises. L'île devient rapidement le deuxième producteur mondial, devant le Brésil et derrière la Chine, avec 519,7 millions de tonnes en 2012 contre 97 millions de tonnes en 1985. Sa production a presque quintuplé sur la période, alors que celle de la Chine a décuplé et celle du Brésil triplé.
En 2011, la production brésilienne a atteint 460,4 millions de tonnes contre 9,35 millions de tonnes en 1960, sa valeur la plus basse en un demi-siècle, selon les données de CLIO Infra, un projet de recherche néerlandais visant l'agrégation des bases de données. Mais le Brésil est largement battu par la Chine, dont la production de minerai de fer va grimper à 1,32 milliard de tonnes contre 131 millions de tonnes en 1985, selon les mêmes sources. Cependant, la production minière chinoise est basée sur le minerai brut, plutôt que sur le minerai disponible, comme pour les autres pays.

#### L'ère des grandes mines à ciel ouvert d'Australie
Le modèle économique de la grande mine à ciel ouvert de fer s'est imposé rapidement au XXe siècle en Australie grâce aux découvertes importantes dans les monts Hamersley de la région de Pilbara en Australie-Occidentale. Au cours des cinq premières années du troisième millénaire, le géant minier australien BHP, qui a fusionné en 2001 avec l'anglais Biliton, a accéléré la cadence de ses forages et investissements. Et entre 1995 et 2005, il a doublé en dix ans le volume de minerai expédié par le rail à partir de ses cinq sites situés dans le Pilbara, au nord-ouest de l'Australie, ce qui a permis de valoriser les entrailles de Mount Whaleback, où avait été découverte en 1960 la Mount Whaleback mine, plus grande mine à ciel ouvert de minerai de fer de la planète, qui en a produit à 60 millions de tonnes en 1999 avant de doubler de volume en quelques années. Les groupes Rio Tinto et Fortescue Metals Group ont également investi massivement dans l'Ouest de l'Australie au cours des années 2000. Le Mount Whalebac est une partie de la chaîne Ophtalmia, découverte par Francis Thomas Gregory, qui explora la région en 1861 et prit note des dépôts de minerai de fer caractéristiques par la couleur de la chaîne. Son extrémité orientale est reliée à la chaîne des monts Hamersley.
La plus grande partie du fer australien vient de la chaîne des monts Hamersley, qui s'étend sur 460 km à partir de Fortescue River au nord est vers le sud, et abrite le point culminant de l'Australie-Occidentale : le mont Meharry (1 250 m d'altitude), mais aussi de nombreuses gorges creusées par l'érosion. La mine de Cloud Break, l'une des plus importantes du secteur a extrait au cours de l'année 2013 environ 38 millions de tonnes de minerai de fer.
L'exploitation de la mine de Christmas Creek a démarré en mai 2009 et cinq mois plus tard bénéficiait d'un plan d'investissement de 330 millions $ pour son développement, avec 65 tonnes de minerai extraites dès décembre 2009, un tiers de plus que prévu, transporté par voie routière ou ferrée sur 40 kilomètres, jusqu'à Cloudbreak, où le minerai est traité. Les réserves sont estimées à 997 millions de tonnes et la production annuelle a rapidement atteint 23 millions de tonnes de minerai de fer. Plus modeste, sa voisine, la mine de Channar également à ciel ouvert, a produit en 2011 environ 11 millions de tonnes de minerai de fer. D'autres gisements importants sont en exploitation dans la même chaîne de montagne, la mine de Hope Downs, la mine de Marandoo et la mine de Paraburdoo

#### En 2004, la mine de Kiruna fait déménager la ville qui la surplombe
Au début des années 2000, La mine de Kiruna, exploitée de manière souterraine depuis 1965 est mise en danger, ainsi que la ville qui en vit, lorsque des fissures dans les immeubles sont apparues, conséquences de l’extension de la mine. Selon les estimations de l'exploitant, le gisement de minerai de fer s'étendrait sur plus de quatre kilomètres de long et un kilomètre et demi en profondeur, ce qui va rendre sa cohabitation avec les immeubles d'habitation plus complexe qu'estimé auparavant.
La mine de Kiruna est gérée par la compagnie nationale suédoise LKAB ( Luossavaara-Kiirunavaara Aktiebolag, du nom de ses trois grandes mines) et deux mille habitants de la ville de Kiruna sur 18000 y sont employés, auxquels s'ajoutent un grand nombre d’emplois indirects. L’entreprise choisit de déménager de 3 kilomètres en démontant les bâtiments, sans réelle opposition d'ampleur des habitants. En 2004, l'entreprise a informé les autorités que l'extension de l'exploitation pourrait fragiliser les fondations de Kiruna. Les fissures qui, depuis, sont apparues sur plusieurs immeubles témoignent de l'imminence du risque.
En 2004, LKAB adresse une lettre à la municipalité décrivant les changements lourds et indispensables requis par l'expansion de l'activité minière. Kiruna devra déménager, via un large plan de transformations de la ville, pour ne pas s'effondrer. La compagnie avait déjà une certaine expérience de ces problèmes de cohabitation, car la ville avait déjà dû déplacer des quartiers depuis les années 1960, période au cours de laquelle la mine était devenue souterraine.

### Les années 2010

#### Le grand virage du marché du minerai en 2010
En signant en mars 2010 un accord avec leur fournisseur brésilien Vale, les sidérurgistes japonais Nippon Steel et Sumitomo ont renoncé à un système vieux de 40 ans et accepté une part de contrat à prix variable, comme les clients du groupe australien BHP Billiton un peu avant eux.
Les aciéristes japonais ont à cette occasion accepté une hausse de 90 % des prix sur une année, à 110 dollars la tonne, prenant en compte un retournement du marché mondial, passé brutalement de l'excédent à une quasi-pénurie.
En 2009 au contraire, les fortes baisses de prix du minerai de fer avaient coûté cher aux groupes miniers, qui auraient perdu près de 20 milliards de dollars de chiffre d'affaires sur l'année, alors qu'ils vendaient leurs minerais au plus bas, sans pouvoir profiter du fait que les cours au comptant rebondissaient puis ne cessaient de grimper, en raison de la forte demande asiatique de minerai.
Les analystes de la Deutsche Bank anticipent lors de cette période de rebond des prix un marché mondial du minerai de fer en déficit jusqu'à 2013, date à laquelle de nouveaux équipements minier devraient permettre de produire jusqu'à 2,4 milliards de tonnes de fer, une hausse de près de 20 % en trois ans.

#### La Chine investit dans des réserves de fer à l'étranger
La production chinoise de minerai de fer pèse près de la moitié de la production mondiale, mais les réserves du pays ne représentent que 12 % des réserves mondiales. L'Australie a les réserves les plus importantes, avec une espérance de vie moyenne des gisements estimée à 33 ans, devant le Brésil (30 ans), la Russie (77 ans) et la Chine (22 ans), seulement quatrième en matière de réserves. Par ailleurs, les trois plus grandes entreprises productrices de minerai de fer – la Brésilienne Vale, l’Anglo-Australienne BHP-Billiton et l’Anglo-Australienne Rio Tinto – contrôlent la grande majorité de l’offre mondiale et aucune entreprise chinoise ne fait partie de ce podium non plus.
Depuis le 14e Congrès du Parti communiste chinois de septembre 1992, et en novembre 1993, la « Décision sur les questions concernant l’établissement d’une structure économique socialiste de marché », la Chine a opété de profondes réformes économiques pour résoudre le problème de la fragmentation de l’industrie chinoise de l’acier, mais sans y parvenir, la croissance apportant de nouveaux acteurs. Alors que les dix plus grandes aciéries chinoises représentaient 50 % de la production nationale d'acier en 2002, elles n’en représentaient que près de 33 % en 2010.
De 2005 à 2013, le nombre de transactions effectuées par des investisseurs chinois dans le monde, dans des projets liés au fer et à l’acier, a certes augmenté rapidement au départ, pour ensuite connaitre une certaine stabilité à partir de 2008.
Les décompositions géographiques du montant total des investissements directs chinois à l'étranger montrent que les régions prioritaires pour le secteur du fer et de l’acier, l’Amérique du Sud, l’Océanie et l’Afrique, ont assuré près de 80 % des investissements totaux entre 2005 et 2013. En Amérique du Sud, le Brésil (12,9 milliards de dollars) et l’Argentine (2,2 milliards) sont les principaux bénéficiaires. En Afrique, les investissements se concentrent principalement en Sierra Leone (4,4 milliards de dollars) et à Madagascar (2 milliards), des montants moins importants qu'en Australie (7,6 milliards de dollars) et en Indonésie (5,5 milliards). En Asie, près de 10 milliards de dollars ont été investis dans le secteur du fer et de l’acier, dont près de 4,3 milliards de dollars investis au Kazakhstan. L’Amérique du Nord et l’Europe ont reçu des investissements de respectivement 1,8 milliard et 610 millions de dollars pendant cette période. En Europe, les investissements chinois étaient destinés à l’Allemagne (450 millions) et à l’Ukraine (160 millions).

#### Les Lapons gagnent en justice contre les prospecteur anglais à Kallak
À l’été 2013 en Suède, les éleveurs samis, ou lapons, se sont élevés contre le projet de la mine de fer de Kallak, porté par l’entreprise britannique Beowulf Mining dans, un territoire situé sur la commune suédoise de Jokkmokk, sur le cercle polaire. Le projet d'investissement a été jugé provocateur, dans la petite ville voisine, qui accueille, depuis plus de 400 ans, un marché d'hiver devenu le carrefour des artisans et artistes sami, celle où la culture sami est la plus présente dans le Grand Nord. Plusieurs centaines d'entre eux, appuyés par des écologistes, se rassemblent en août, pour exprimer leur opposition au projet. La police est intervenue à plusieurs reprises pour les déloger et enlever les obstacles placés en travers de la route.
Les éleveurs samis ont contesté le projet auprès des autorités et 4 ans et demie après, le comté de Norrbotten a rendu un avis négatif au gouvernement suédois, alors qu'ailleurs en Suède, beaucoup de mines reçoivent le feu vert des autorités, selon Kristina Sehlin MacNeil, du centre de recherche samie de l’université d’Umea. Les permis d’exploration et d’exploitation sont délivrés en Suède par l’Inspectorat minier, qui dépend de la Commission géologique. Cette dernière avait déjà identifié les prospections de Kallak nord et Kallak sud dans les années 1940. À la fin des années 1960, ses évalutations avaient identifié le nord de Kallak comme contenant 92 millions de tonnes de minerai et le sud de Kallak, 29 millions de tonnes de minerai d’une teneur d’environ 35 %.
Beowulf Mining avait acquis le permis de Kallak North en 2006 et un programme de forage mené en 2010 a permis de trouver au moins 175 Mt de fer à une teneur moyenne de 30 %. Un autre programme de forage a ensuite montré que Kallak Sud contenait au moins 400 millions de tonnes de fer à une teneur moyenne de 30 %.
Les Lapons mettent aussi en cause la mine de Kiruna gérée par la compagnie nationale suédoise LKAB ( Luossavaara-Kiirunavaara Aktiebolag, du nom de ses trois grandes mines) et deux mille habitants de la ville de Kiruna sur 18 000 y sont employés, auxquels s'ajoutent un grand nombre d’emplois indirects.
La cité suédoise située à 145 kilomètres au-delà du cercle polaire et à plus de 16 heures de train de Stockholm, se heurte depuis les années 2010 à des contestations plus vive de ses voisins, la seule population indigène d’Europe, entre 80 000 et 100 000 personnes, réparties entre la Norvège (50 000 à 65 000), la Suède (20 000 à 40 000), la Finlande (8 000 à 9 000) et la Russie (2 000), dont 10 % pratiquent encore l’élevage de rennes. Les Samis, autrefois appelés « Lapons », ne possèdent pas les terres sur lesquelles ils élèvent leurs rennes, qui appartiennent pour la plupart à l’État.
Les infrastructures liées à l’activité minière posent particulièrement problème avec les effets des éoliennes et des centrales hydroélectriques, ainsi que les risques d’accident causés par les camions et les trains qui transportent le minerai et les machines.

#### La Chine déclenche l'effondrement de 50% du prix du minerai début 2015
Les plus grands mineurs de fer dans le monde – les anglo-australiens BHP Billiton et Rio Tinto, le brésilien Vale et l'australien Fortescue Metals – sont touchés durement par la faiblesse du marché mondial au début de l'année 2015 car les surcapacités dans l'acier font chuter le cours du minerai de fer lors de l'été 2014 puis de l'hiver qui suit. En mars 2015, il a déjà baissé de plus de 50 % en un an, à moins de 60 dollars la tonne.
Les groupes miniers ont utilisé une part des profits engrangés lorsque les prix ont flambé à partir des années 2000 pour ouvrir d'autres mines, afin que les prix restent bas et que les producteurs les plus faibles disparaissent. D'autant que la demande locale est forte en Asie, même si sa croissance ralentit: les Chinois ont en particulier consommé en 2014 environ 450 kg d'acier par habitant contre 220 kg en France.
La Chine a en particulier soutenu ses producteurs et transformateurs de minerai de fer, la composante principale de l'acier. De 32 millions de tonnes en 1978, les volumes d'acier chinois sont passés à 823 millions de tonnes en 2014 et les mineurs et sidérurgistes se comptent par centaines. Neuf sociétés chinoises – souvent à capitaux publics – figurent parmi les vingt plus grands producteurs mondiaux. À l'exportation les volumes d'acier chinois ont ainsi bondi de 51 % en 2014, d'après la fédération chinoise des producteurs d'acier, CISA, car la croissance chinoise est devenue trop faible pour éponger ces quantités en forte hausse. La Commission européenne a ainsi instauré en mars 2015 sur certains types d'acier des taxes antidumping allant de 10,9 % à 25,2 % pour les fabricants chinois et taïwanais, deux pays dont les exportations vers l'Europe avaient globalement bondi de 70 % entre 2010 et 2014, selon la Commission européenne, alors que dans le même temps, la production a chuté de 5 % en Europe, l'emploi de 11 % et les investissements de 17 %.